# Guyancourt
Pour les articles homonymes, voir Guyancourt (homonymie).
Pour l’article ayant un titre homophone, voir Guyencourt.
Cet article possède un paronyme, voir Gillancourt.
Guyancourt (prononcé [gɥi.jɑ̃.kuʁ]) est une commune française située dans le département des Yvelines en région Île-de-France à 20 km au sud-ouest de Paris. Elle fait partie de la communauté d'agglomération de Saint-Quentin-en-Yvelines.
Le site de la commune était déjà habité au Néolithique selon les vestiges tels que flèches, grattoirs de silex, haches polies, etc., retrouvés à Bouviers, Troux et Villaroy. Une urne découverte à La Minière atteste des implantations romaines, les sarcophages de l’église Saint-Victor datent de l’ère mérovingienne (fin VIe siècle ou début VIIe siècle). Puis après 700 ans de règne des seigneurs sur la commune, Guyancourt est intégré, en 1693, dans le « Grand Parc » du roi Soleil, qui s’étendait autour du château de Versailles. Après la Révolution française, ce sont les fermiers Guyancourtois qui dominent les espaces économique[pas clair], social et politique de la commune. Ces derniers disparaissent avec l'urbanisation de la ville nouvelle de Saint-Quentin-en-Yvelines transformée depuis en communauté d'agglomération.
Guyancourt accueille près de 900 entreprises, notamment le technocentre Renault, Bouygues et le Crédit agricole. Elle abrite des monuments remarquables comme l'église Saint-Victor ou la batterie de Bouviers. L'Open de France de golf est organisée chaque année sur son territoire et elle a reçu en 2018 la Ryder Cup.

## Géographie

### Communes limitrophes
Les communes limitrophes en sont Versailles au nord-est, Buc à l’est, Châteaufort au sud-est, Magny-les-Hameaux au sud, Voisins-le-Bretonneux au sud-ouest, Montigny-le-Bretonneux à l’ouest et Saint-Cyr-l'École au nord-ouest.
| Saint-Cyr-l'École      |                   | Versailles  |
| Montigny-le-Bretonneux | Guyancourt        | Buc         |
| Voisins-le-Bretonneux  | Magny-les-Hameaux | Châteaufort |

### Description
| - Carte de la commune de Guyancourt dans son environnement géographique. |

| Type d’occupation           | Pourcentage | Superficie (en hectares) |
| --------------------------- | ----------- | ------------------------ |
| Espace urbain construit     | 37 %        | 483,34                   |
| Espace urbain non construit | 20 %        | 265,06                   |
| Espace rural                | 43 %        | 571,49                   |

La commune de Guyancourt se situe dans le centre-est des Yvelines. Le territoire communal est situé sur le plateau de Saclay à environ 160 m d’altitude, profondément entaillé dans sa partie nord par la vallée de la Bièvre qui le sépare du plateau de Satory. La vallée de la Bièvre est protégée par un site inscrit depuis le 4 mai 1972 et un site classé depuis le 7 juillet 2000.
Le territoire est partiellement urbanisé et les espaces naturels ont été préservés. L’espace rural occupe 43 % de la superficie totale partagé entre une partie boisée, principalement les versants de la vallée de la Bièvre qui appartiennent pour l’essentiel à la forêt domaniale de Versailles (la superficie de la forêt de Versailles est de 1 052 hectares), et un espace agricole qui occupe la partie est-sud-est de la commune, 20 % pour les espaces verts inclus dans la partie urbanisée. Et enfin la partie urbaine construite avec 37 % du territoire. Cette partie urbanisée s’articule en onze quartiers.

### Hydrographie

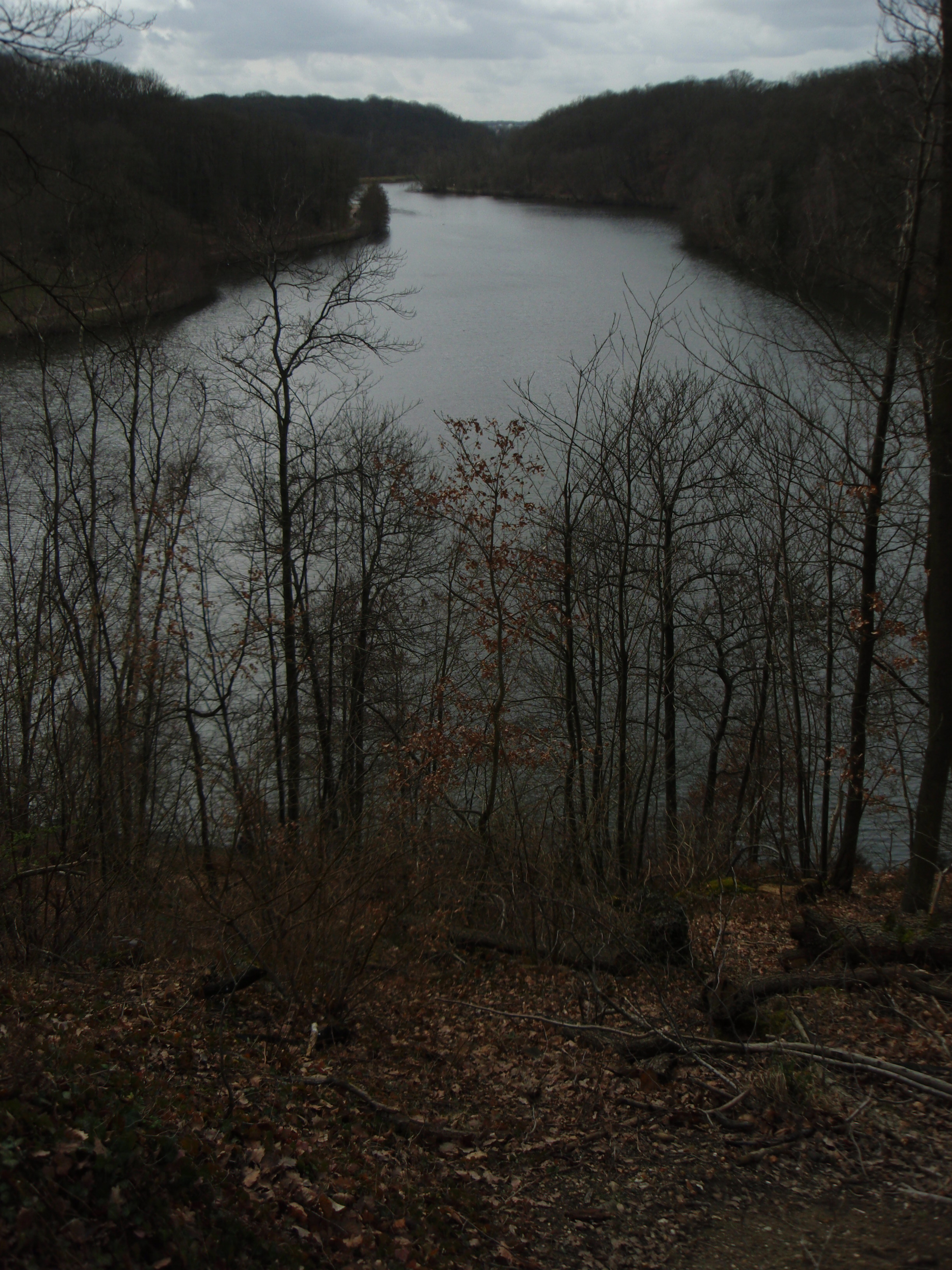
L'étang Braque vu depuis le haut du Ravin de Bouviers, à proximité de la batterie militaire du Ravin de Bouviers.

La source de la Bièvre se trouve dans le hameau de Bouviers à 134 mètres d’altitude dans le nord-est du territoire de la commune. Le cours de la rivière traverse les quatre étangs de La Minière : l’étang Braque, l’étang du Moulin à Renard, l’étang de La Minière et l’étang du Val-d’Or. Elle poursuit ensuite sa route vers la ville de Buc, qu’elle rejoint dans l’étang de la Geneste.
L’origine du nom de Bièvre n’est pas connue avec certitude. On trouve communément une étymologie liée au castor (« beber » en celte) : l’animal aurait donné son nom à la Bièvre. Cependant, il n'y a jamais eu de castors dans la rivière…[réf. nécessaire] Aussi l’origine du mot pourrait-elle bien être le mot celte « beber », mais au sens de brun, couleur de la boue (cette couleur serait d’ailleurs elle-même à l’origine du mot « beber » au sens de castor[réf. nécessaire]).
De nombreux autres plans d’eau agrémentent la commune : le lac de Villaroy, l’étang du Château (centre-ville et pont du Routoir), l’étang des Roussières, (Garennes), l’étang du Moulin à Vent (Europe). Il existe aussi l’étang du Bois Robert mais il est asséché et ne reçoit des eaux pluviales qu’en cas d’orage violent.

### Géologie
Guyancourt est située pour partie dans une zone de carrières. Celles-ci ont été creusées essentiellement pour des besoins agricoles liés à l’amendement des sols. On allait chercher en profondeur des matériaux absents en surface pour améliorer les terrains cultivés soit par un allègement des sols en y ajoutant des sables ou l’inverse avec l’alourdissement des terrains sableux avec des argiles ou des marnes pour retenir l’eau en surface. À Guyancourt ce sont des marnes qui ont été extraites.
Trois zones sont concernées sur le territoire de Guyancourt pour une surface globale de 154 hectares. Dans ces zones, le service des carrières impose si besoin, des prescriptions techniques permettant de réaliser les constructions envisagées.

### Climat
Pour des articles plus généraux, voir Climat de l'Île-de-France et Climat des Yvelines.
En 2010, le climat de la commune est de type climat océanique dégradé des plaines du Centre et du Nord, selon une étude du CNRS s'appuyant sur une série de données couvrant la période 1971-2000. En 2020, Météo-France publie une typologie des climats de la France métropolitaine dans laquelle la commune est exposée à un climat océanique altéré et est dans la région climatique Sud-ouest du bassin Parisien, caractérisée par une faible pluviométrie, notamment au printemps (120 à 150 mm) et un hiver froid (3,5 °C).
Pour la période 1971-2000, la température annuelle moyenne est de 11 °C, avec une amplitude thermique annuelle de 15,2 °C. Le cumul annuel moyen de précipitations est de 660 mm, avec 10,8 jours de précipitations en janvier et 7,9 jours en juillet. Pour la période 1991-2020, la température moyenne annuelle observée sur la station météorologique la plus proche, située sur la commune de Toussus-le-Noble à 4 km à vol d'oiseau, est de 11,5 °C et le cumul annuel moyen de précipitations est de 677,0 mm,. Pour l'avenir, les paramètres climatiques de la commune estimés pour 2050 selon différents scénarios d'émission de gaz à effet de serre sont consultables sur un site dédié publié par Météo-France en novembre 2022.
| Mois                                  | jan.             | fév.             | mars           | avril           | mai           | juin           | jui.           | août          | sep.           | oct.            | nov.             | déc.           | année      |
| ------------------------------------- | ---------------- | ---------------- | -------------- | --------------- | ------------- | -------------- | -------------- | ------------- | -------------- | --------------- | ---------------- | -------------- | ---------- |
| Température minimale moyenne (°C)     | 1,6              | 1,4              | 3,5            | 5,5             | 8,9           | 12,1           | 13,9           | 13,6          | 10,6           | 8               | 4,5              | 2,1            | 7,1        |
| Température moyenne (°C)              | 4,2              | 4,7              | 7,8            | 10,6            | 14,1          | 17,4           | 19,6           | 19,4          | 15,8           | 11,9            | 7,4              | 4,6            | 11,5       |
| Température maximale moyenne (°C)     | 6,7              | 8                | 12,1           | 15,8            | 19,3          | 22,8           | 25,2           | 25,2          | 21             | 15,9            | 10,4             | 7,1            | 15,8       |
| Record de froid (°C) date du record   | −17,4 17.01.1985 | −12,8 07.02.1991 | −10,2 13.03.13 | −5,1 12.04.1986 | −2 03.05.1967 | 1,6 04.06.1991 | 4,9 09.07.1965 | 4,7 21.08.14  | 1,1 30.09.1995 | −4,2 30.10.1985 | −11,3 30.11.1969 | −14 31.12.1970 | −17,4 1985 |
| Record de chaleur (°C) date du record | 15,1 28.01.02    | 21,1 27.02.19    | 25,1 31.03.21  | 28,3 20.04.18   | 31,7 27.05.05 | 37,5 21.06.17  | 40,8 25.07.19  | 39,3 12.08.03 | 35,1 09.09.23  | 29,8 01.10.1985 | 20,7 01.11.14    | 16,7 07.12.00  | 40,8 2019  |
| Précipitations (mm)                   | 55,3             | 46,9             | 49,5           | 49,6            | 68,2          | 55,4           | 53,3           | 58,2          | 52,1           | 61,3            | 60,8             | 66,4           | 677        |

### Voies de communication et transports

#### Réseau routier
- au nord, la nationale 12, à caractéristiques autoroutières, passe dans le nord-ouest de la commune, non loin de l’échangeur avec l’A12 ;
- à l’est, la route départementale D 91 (avenue Léon-Blum) assure les échanges nord-sud avec Versailles et la N 12 au nord, et la route départementale D 36 au sud mais aussi l’accès à la route départementale 906 (Saint-Rémy-lès-Chevreuse - Saint-Hilarion par Rambouillet).
- à l’ouest, la route départementale 127 (nommée avenue des Garennes) assure une fonction similaire entre la RN 12 au nord et la D 36 au sud,
- au sud, l’avenue de l’Europe assure les échanges est-ouest, reliant les deux précédentes et donnant accès à l’ouest à la route nationale 10.

Toutes ces voies, qui sont aussi des axes importants de la ville nouvelle, sont aménagées avec deux chaussées séparées.
Enfin des cheminements réservés aux cyclistes ont été aménagés dans la ville.

#### Desserte ferroviaire
La commune est comprise dans la zone 5 des transports en commun d'Île-de-France, et desservie essentiellement par le réseau de bus de Saint-Quentin-en-Yvelines.
Sur le plan ferroviaire, la gare la plus proche est la gare SNCF de Saint-Quentin-en-Yvelines.
D’autres gares sont également accessibles en transports en commun, principalement :
- les gares de Versailles, notamment gare SNCF de Versailles-Chantiers (Zone 4 des transports en commun d'Île-de-France), desservie par le RER C et les lignes Transilien N (Paris-Montparnasse) et U (La Défense-Grande Arche),
- la station RATP de Saint-Rémy-lès-Chevreuse, terminus de la ligne B du RER.

De plus, il existe un transport en commun en site propre (TCSP). Il a été mis en service en 2001. Ils sont les premiers tronçons d'une liaison Saint-Quentin-Massy envisagée ultérieurement.

#### Bus
La commune est desservie par :
- les lignes 5103, 5121, 5140, 5141, 5142, 5145, 5150, 5151, 5152, 5189, 5195, 5196, 5197 et 5198 du réseau de bus de Saint-Quentin-en-Yvelines ;
- les lignes 5288 et 5389 du réseau de bus Centre et Sud Yvelines ;
- les lignes 5146, 5153, 5154, 7805, 7807 et 9111 du réseau de bus Île-de-France Ouest.

#### Projet de métro
Dans le cadre du projet Grand Paris Express, il est envisagé, à Guyancourt, la réalisation d'une ligne de métro et de deux gares sur la ligne verte Orly-La Défense (Ligne 18 - Station Guyancourt). Le maire François Deligné et le conseil municipal s'opposent à la réalisation d'une ligne aérienne. Cette station de métro s'implantera à l'intersection entre le Technocentre Renault, le quartier de Villaroy, de l'Europe, et le futur quartier des Savoirs, qui comptera plus de 2000 logements et qui sortiront de terres à l'horizon 2030.

## Urbanisme

### Typologie
Au 1er janvier 2024, Guyancourt est catégorisée grand centre urbain, selon la nouvelle grille communale de densité à sept niveaux définie par l'Insee en 2022.
Elle appartient à l'unité urbaine de Paris, une agglomération inter-départementale regroupant 407  communes, dont elle est une commune de la banlieue,,. Par ailleurs la commune fait partie de l'aire d'attraction de Paris, dont elle est une commune du pôle principal,. Cette aire regroupe 1 929 communes,.

### Occupation des sols
Le tableau ci-dessous présente l'occupation des sols de la commune en 2018, telle qu'elle ressort de la base de données européenne d’occupation biophysique des sols Corine Land Cover (CLC).
| Type d’occupation                                              | Pourcentage | Superficie (en hectares) |
| -------------------------------------------------------------- | ----------- | ------------------------ |
| Tissu urbain discontinu                                        | 43,3 %      | 574                      |
| Zones industrielles ou commerciales et installations publiques | 10,8 %      | 143                      |
| Réseaux routiers et ferroviaires et espaces associés           | 0,2 %       | 3                        |
| Équipements sportifs et de loisirs                             | 2,9 %       | 38                       |
| Prairies et autres surfaces toujours en herbe                  | 19,6 %      | 260                      |
| Systèmes culturaux et parcellaires complexes                   | 4,2 %       | 55                       |
| Forêts de feuillus                                             | 17,1 %      | 227                      |
| Plans d'eau                                                    | 1,9 %       | 25                       |
| Source : Corine Land Cover                                     |             |                          |

### Morphologie urbaine
Le centre village s’est organisé autour de l’église Saint-Victor et des fermes agricoles de Bel-Ébat et de Chateauneuf. Les quatre hameaux (la Minière, Villaroy, Bouviers et Troux) se sont développés essentiellement avec les exploitations agricoles. Des implantations spécifiques comme la Batterie de Bouviers, d’abord garnison militaire puis usine, pour le hameau de Bouviers, une commanderie au XVIIe siècle pour Villaroy ou l’aérodrome pour le centre village sont venus conforter ces activités.
C’est uniquement avec l’arrivée de la Ville nouvelle à partir des années 1970 que Guyancourt est passée d’un gros bourg à une ville de près de 30 000 habitants.

### Les quartiers de Guyancourt
Guyancourt est composée de 6 quartiers et deux hameaux :
- Quartier du Centre-ville - Pont du Routoir : le premier d’entre eux, correspondant à l’ancien village. Ce quartier historique de Guyancourt est une réussite sur le plan de la mixité. Il est composé de logements locataire et propriétaire, de pavillons en binômes ou individuels, de commerces et espaces verts. De nouveaux logements, une école ainsi qu'une clinique de soins de jour ont été construits.

Le quartier Pont-du-Routoir possède en son sein une des 22 cités yvelinoises classées comme quartiers prioritaires de la politique de la ville, sous le nom de « Pont-du-Routoir 2 » avec 3 084 habitants en 2020.
- Quartier des Saules : sur le plan urbain, la circulation des piétons est séparée de celle des voitures. Sur le plan architectural, chaque lot d'habitation a été confié à un architecte différent. Un cahier des charges et un livre blanc sur la qualité architecturale ont été mis en place pour que l'ensemble soit homogène et cohérent.
- Quartier du Parc : quartier voisin des Saules, c'est une ouverture sur le parc des Sources de le Bièvre et sur le centre-commercial de Saint-Quentin-en-Yvelines.
- Quartier des Garennes : essentiellement résidentiel, ce quartier s'articule autour de quelques commerces de proximité, situés le long du boulevard Ludwig-van-Beethoven, artère principale du quartier, le coupant selon un axe nord-ouest - sud-est remontant vers le nord-est à son extrémité orientale. Il se divise en deux parties : au nord, de petits immeubles d'habitation ; au sud, un ensemble pavillonnaire. Le quartier est bien desservi tant au niveau du réseau de bus de Saint-Quentin-en-Yvelines que par la route, avec un accès direct à la RN 12 puis à l'autoroute A86 par l'avenue des Garennes et un accès rapide au centre commercial régional situé à Montigny-le-Bretonneux.
- Quartier de l’Europe : essentiellement résidentiel composé de pavillons haut-standing et d'espaces verts. Il est principalement composé de maison et bâtiment. Ce quartier à une position géographique originale qui lui confère un accès directe aux villes de Voisins le Bretonneux et Montigny-le-Bretonneux, grâce notamment à l'avenue Joseph-Kessel.
- Quartier de Villaroy : le dernier construit des quartiers de la ville. Sa construction est encore en cours, les derniers bâtiments sortent de terre.
- Hameau de Bouviers : ancien village indépendant puis rattaché à Guyancourt. Son histoire du hameau est particulièrement riche et variée. Elle commence au Néolithique, passe par la chapelle à Sainte-Barbe, une ferme aux multiples propriétaires dont Louis XIV, l’industriel Oberkampf qui investit pour contrôler la source de la Bièvre, une batterie et une redoute militaires construites au XIXe siècle, les cigognards (les cigognards c’est-à-dire les ouvriers de l'usine Hispano Suiza installés dans l'enceinte de l'ancienne batterie et les terrains limitrophes entre 1933 et 1990) qui remplacent les militaires au XXe siècle… pour aboutir aujourd’hui à un quartier essentiellement résidentiel dominant la vallée de la Bièvre. Sa batterie militaire est devenue l'actuel pôle musical de Guyancourt et Saint-Quentin en Yvelines.
- Hameau de La Minière : ce quartier accueille notamment les étangs de La Minière, un secteur d’habitation organisé initialement autour de la ferme royale de La Minière, des terrains agricoles utilisés essentiellement par l’INRA.
- Quartier des Sangliers : l’origine de sa dénomination, n’a rien à voir avec les sangliers de la forêt domaniale de Versailles, pourtant toute proche. En effet, son origine vient du terme Anglier, lieu-dit correspondant à une zone de terrain défriché dans une forêt sous la forme d’un angle rentrant. Anglier s’est transformé en Sanglier par la suite. Ce nouveau quartier, construit sur des anciennes terres agricoles, accueille uniquement des bureaux de grandes entreprises dont l’entreprise internationale Bouygues.
- Quartier des Savoirs, ce futur quartier de la ville doit voir le jour à partir de 2026 avec la livraison des premiers logements et commerces. La gare du métro 18 sera opérationnelle en 2030. À termes, le quartier devrait posséder environ 2000 logements, de quoi permettre à la ville de largement passer la barre des 30000 habitants, et même de frôler celle des 35000 habitants[20].

Les zones d'activité occupent environ 15 % du territoire et accueillent essentiellement des activités tertiaires : bureaux, sièges d’entreprise, dont Bouygues (Challenger), centres de recherche (INRA La Minière, Technocentre Renault)...

## Toponymie
Le nom de la localité est attesté sous les formes : Guidonis en 1065, Guiencort en 1157, Guidonis Curtis au XIIIe siècle, Guidoncourt, Guyoncourt, Guiencourt au début du XIVe siècle, Guidonis curia en 1458, Guyencourt au milieu du XVIe siècle et à la fin du XVIIIe siècle et enfin Guyancourt sur le cadastre napoléonien de 1811.
Selon l’abbé Jean Lebeuf (1687 - 1760), le toponyme Guyancourt serait lié à Guy de Chevreuse, qui fit bâtir le village de Guidonis Curtis en 1065, c’est-à-dire « la cour, le terrain, la culture de Guy ».
Cependant, attribuer la création du lieu Guyancourt à Guy de Chevreuse, est peu vraisemblable car à une époque si tardive au Moyen Âge, les composés toponymiques se forment dans l'ordre inverse, c'est-à-dire non plus dans l'ordre déterminant - déterminé (Guyancourt, Roiville, Neufchâteau, etc.), mais dans l'ordre déterminé - déterminant comme (Villaroy, Châteauneuf, etc.), et surtout, les formations toponymiques en -court (anciennement -cort) ne sont pas postérieures au IXe siècle.
Il s'agit donc d'une formation en -court au sens toponymique ancien de « cour de ferme, ferme, domaine rural », le terme court est issu du gallo-roman *CŌRTE « cour », parfois noté également cōrtem, ou curtis. L'appellatif court est exactement le même mot que le français moderne cour. Par contre, le sens donné à -court par l'abbé Lebeuf n'est pas tout à fait exact.
Pour Albert Dauzat et Charles Rostaing, le premier élément Guyan- s'explique par l'anthroponyme germanique Wido, à l'origine du nom de personne Guy. Dans les noms en -court, il est toujours décliné au cas régime, d'où Guyan- (forme altérée de Guyon cf. la Roche-Guyon).
 Ernest Nègre conteste cette explication et préfère le nom de personne germanique Gudinus, cité par Marie-Thérèse Morlet,.

## Histoire

### Préhistoire
Le site de la ville était déjà habité au Néolithique. Ces premiers habitants ont laissé des centaines de vestiges tels que flèches, grattoirs de silex, haches polies… qui ont été retrouvés à Bouviers, Troux et Villaroy ». Certaines pièces sont conservées au musée d’Archéologie nationale installé dans le château de Saint-Germain-en-Laye.

### Antiquité
L’occupation persistait à l’époque romaine. Monsieur Leclère, agriculteur, le démontra de façon fortuite en 1892 en déterrant dans son champ de la ferme de La Minière, une urne datant de cette époque qui contenait des centaines de pièces à l'effigie des empereurs romains Aurélien et Vespasien et de l'impératrice Faustine.

### Moyen Âge

#### L’époque mérovingienne
Les travaux de restauration de l’église Saint-Victor en 1998, ont mis au jour trois sarcophages datant de l’ère mérovingienne (fin VIe siècle ou début VIIe siècle).

#### Mathilde de Guyancourt
L'historien Jean Lebeuf (1687-1760), signale dans son Histoire du diocèse de Paris, une Guyancourtoise célèbre en la personne de Mathilde de Guyencourt qui en 1262 était la seconde abbesse de l'abbaye de Longchamps.
L'abbaye royale de Longchamp fut fondée en 1255 par Isabelle de France, sœur de Saint-Louis, dans la paroisse d'Auteuil.

#### Le temps des seigneurs de Guyancourt (1065-1693)

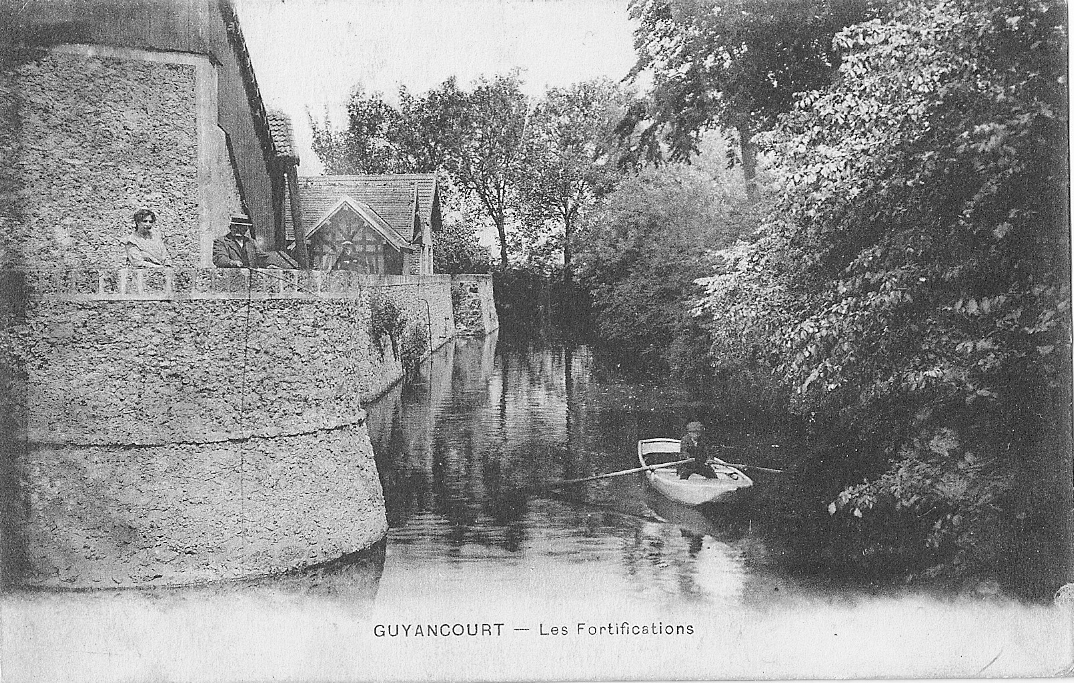
Les fortifications du château fort au début du XXe siècle.

Le premier seigneur de Guyancourt serait le créateur de Guyancourt : Guy de Chevreuse selon l’abbé Jean Lebeuf. Guy de Chevreuse a bâti en l’an 1065 le village Guidonis Curtis, c’est-à-dire la cour, le terrain, la culture de Guy.
Puis plusieurs seigneurs se succèdent jusqu’en 1693, date à laquelle le roi intègre Guyancourt dans son grand parc :
- le chevalier Philippe de Guyencourt en 1272 ;
- Séraphin Thillement, secrétaire du roi, seigneur de Guyencourt mais aussi de Gallye, de Bouviers, de la Minière, du Val-St-Benoist et de Montigny-le-Petit en 1365 ;
- Jean de Meillecourt et Étienne Bouchard en 1413, Germain Braque, général des Monnaies, en 1443 ;
- Maître Guillaume Brinon, procureur au Parlement en 1463 ;
- Robert Piedefer, avocat général au Châtelet en 1500 ;
- Jean de Bonteiller de Senlis, possesseur, en 1546, d'une maison de campagne à Guyancourt. Henri, roi d'Angleterre, la confisqua pour la donner à Jean de Brézillac, qui avait embrassé le parti de l'usurpateur[35].

Puis la famille Piedefer règne sur les terres de Guyancourt jusqu’en 1649, date à laquelle lui succède la famille Bérulle.
Enfin en 1693, c’est Pierre de Bérulle qui vend son domaine à Louis XIV.

#### Maison-Dieu
Au XIVe siècle il existe une Maison-Dieu destinée à servir de logement aux pauvres, aux passants, aux voyageurs et aux pèlerins.
En 1779, il est signalé que cette maison est située à proximité de l'église et que quatre vieilles femmes du village y demeurent.

### Époque moderne

#### Guyancourt et le château de Versailles
En 1693, Guyancourt fait partie du « Grand Parc » du roi Soleil, qui s’étendait autour du château de Versailles.

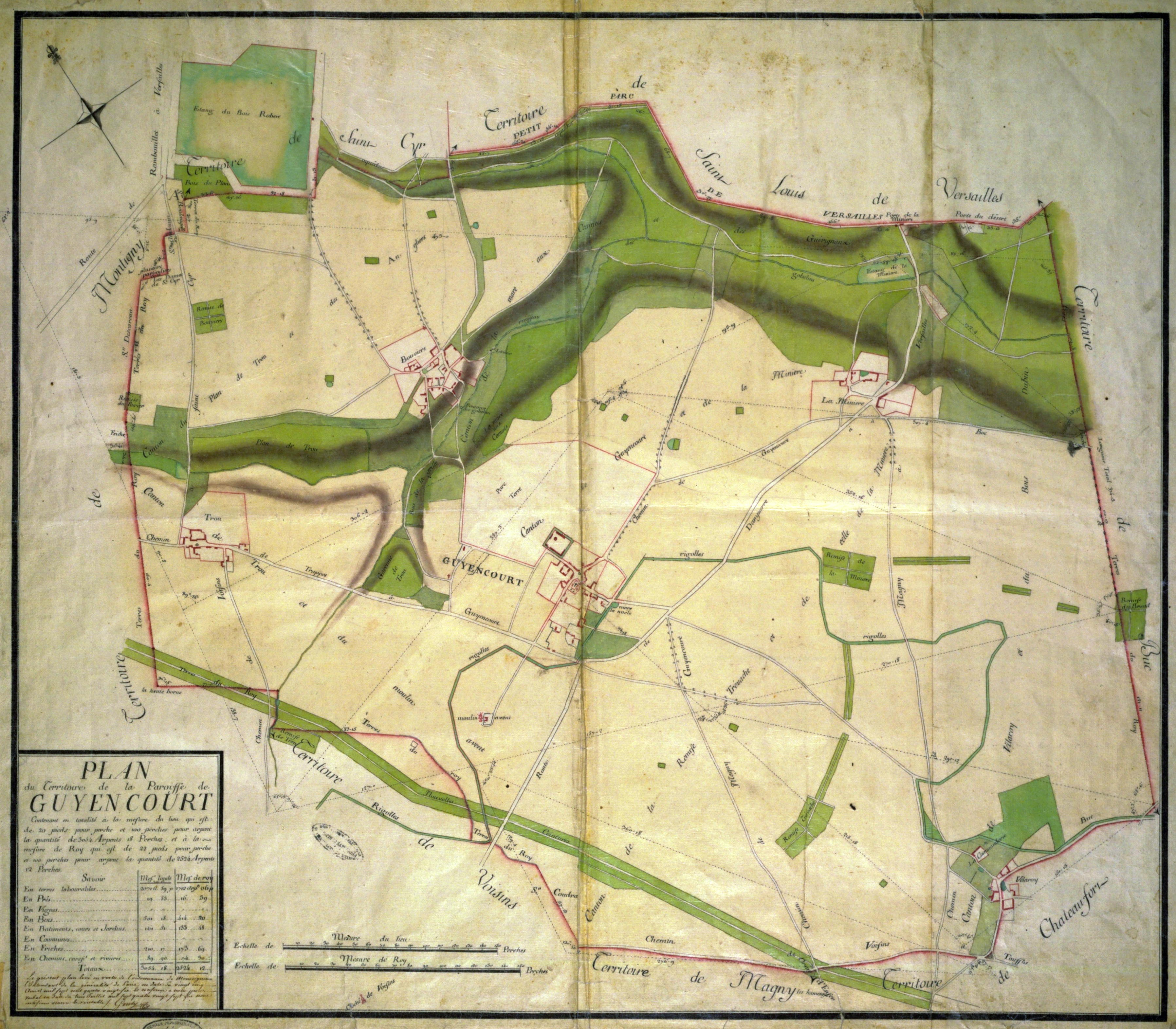
Plan d’intendance de 1787.

La vocation essentielle des communes avoisinantes à la grande concentration humaine qu’est le château est surtout maraîchère, pour subvenir aux importants besoins de la Cour.
Le Plan d’Intendance de 1787, qui fait partie du cadastre de Bertier de Sauvigny, repris sur le site des archives départementales des Yvelines, présente la « paroisse » ainsi :
"Superficie de la paroisse (mesure locale), 3054 arpents 18 perches, dont : terres labourables, 2071 arp. 59 per. ; prés, 19 arp. 83 per. ; bois, 501 arp. 18 per. ; bts cours et jardins, 161 arp. 51 per. ; friches, 210 arp. 17 per. ; chemins carrefours et rivières, 89 arp.90 per. Éléments d’arpentage (triangulation, distances, bornes, repère, propriétaires limitrophes - terre du roi, Petit parc de Versailles, Dames de Saint-Cyr, sieur Descareau, territoire de Saint Louis de Versailles). Limites de la paroisse soulignées en rouge ; une partie du mur du "Petit Parc de Versailles" matérialise cette limite. Jeu de couleurs pour distinguer la nature des cultures et du sol. Constructions soulignées en rouge. Église identifiée (plan au sol, croix), entourée du cimetière. Plusieurs hameaux : Bouviers, Trou (grande ferme), La Minière, Vilaroy (grande ferme). Ferme de La Commanderie. Moulin à vent représenté sur sa masse avec ailes et girouette. Tracé d’une "rigolle" partant des "Terres du roy" au Sud, passant par Guyencourt et sortant du territoire de la paroisse près de Vilaroy. Mur d’enceinte du parc de Versailles percé de deux portes (Porte de la Minière, Porte du Désert). Plusieurs étangs : de La Minière, étang du Bois Robert (sur le territoire de Saint Cyr). Fontaine des Gobelins (lisière sud de Bouviers). Le ruisseau des Gobelins traverse d’ouest en est le territoire de la paroisse. Source de la Bièvre.
Château à Guyencourt avec colombier (quadrilatère entouré de douves et parc non dessiné entouré de murs). Orientation : rose des vents ; fleur de lis indique le nord.
Tentative de restitution du relief (lavis brun).
Signature de l’arpenteur : Genty.."

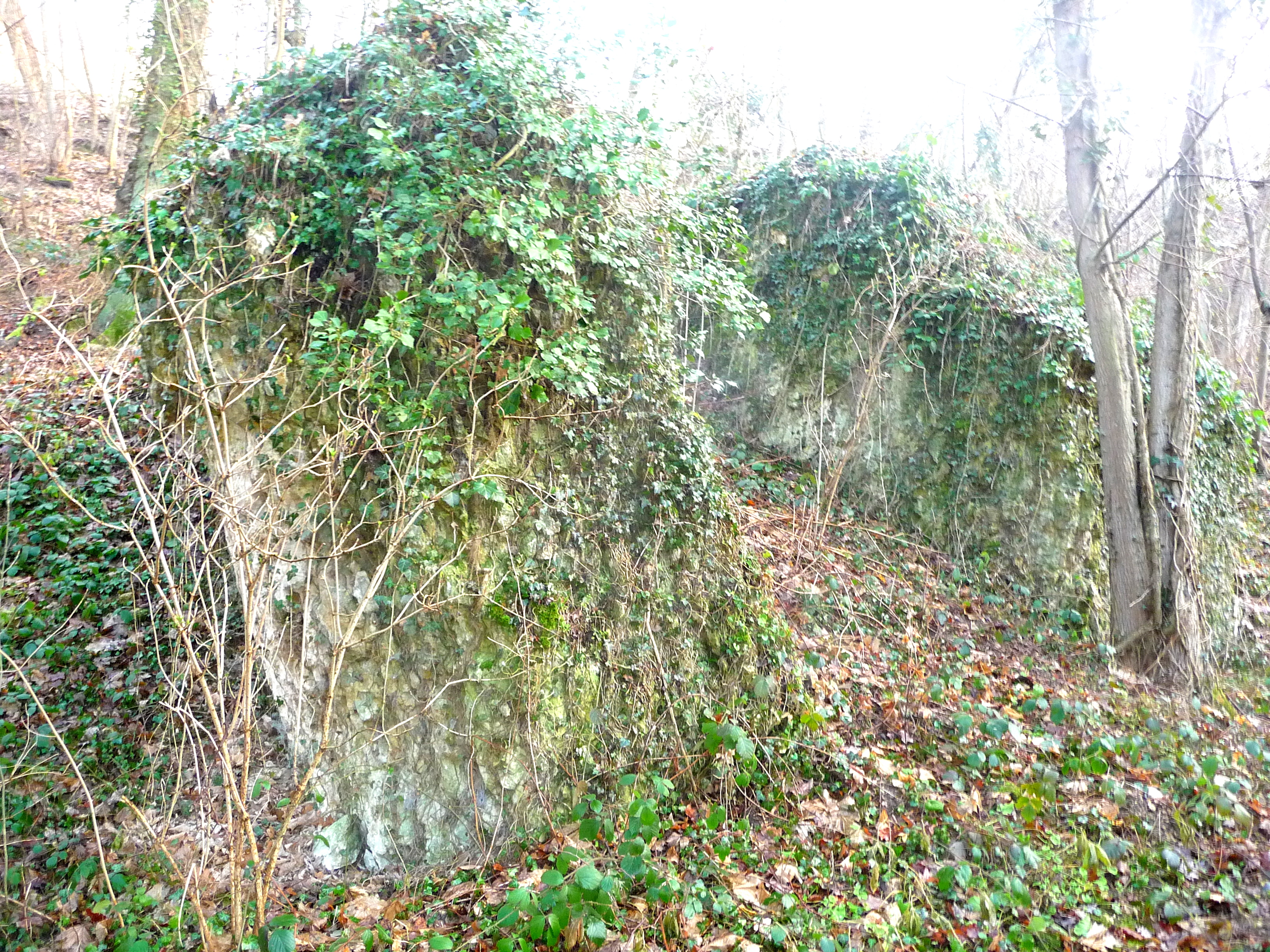
Vestiges des fondations des moulins du Val.

Le premier des étangs de La Minière a été créé en 1668, à l’initiative de Jean-Baptiste Colbert. L’étang de La Minière fait partie d’un dispositif général pour alimenter en eau le parc de Versailles : ce sera la rivière du Roi Soleil. Les eaux de l’étang de La Minière seront montées au sommet du plateau de Satory par quatre moulins à vent, construits par les frères Francini aux ailes de coutil blanc et rouge, munis de chaînes à godets. Le premier porte le nom de moulin du Val, chaque moulin élève l'eau de 15 mètres et alimente le puits du moulin supérieur pour atteindre le niveau de l'étang de la Martinière à Satory. L’eau sera ensuite conduite à proximité de l’actuelle pièce d’eau des Suisses. Quelques vestiges des fondations sont toujours visites au nord de la station d’épuration.

#### La Révolution française
Grâce au cahier de doléances envoyé aux instances gouvernementales (1789), nous savons que les Guyancourtois, qui étaient pour la plupart de modestes paysans, vivaient difficilement dans des conditions de famine. Cité dans de nombreux manuels scolaires, le cahier de doléances de Guyancourt traduit l’immense désir de liberté, la volonté de justice et le refus des privilèges d’un peuple poussé à bout.

### Époque contemporaine

#### LeXIXesiècle
Une épidémie de choléra frappa la commune de Guyancourt en 1850. On retrouve trace de cette épidémie sur une plaque murale de l’église Saint-Victor indiquant que l’abbé Chaude a élevé deux autels en 1854, l’un à sainte Julienne et l’autre à sainte Geneviève à titre d’ex-voto contre cette épidémie.
La France, dont Guyancourt, est en partie occupée par les armées prussiennes. L’ennemi répand la terreur, les maisons sont pillées, les habitants maltraités. Quatre cents d’entre eux (chiffre énorme pour l’époque) préfèrent s’enfuir.
À la suite de cette cuisante défaite, il est mis en place le système Séré de Rivières qui permit notamment la construction de fortifications pour défendre Paris. C’est dans ce cadre que la batterie de Bouviers est construite en 1879.
Occupée par les militaires jusqu’en 1932, le fort fut loué à partir de 1933, à la société Hispano Suiza qui y fabriqua des munitions et y procédait à des essais de moteurs et de canons.
Après la Seconde Guerre mondiale, seules les activités de conception et d’essais moteurs, bancs réacteurs, compresseurs et turbines (notamment celle destinée au Transsibérien reliant Moscou à Vladivostok) furent maintenues à Guyancourt. Puis Hispano-Suiza ferma cette usine en 1990. Le site fut acheté en 1999 au ministère de la Défense. La batterie a été transformée en 2006 en Café Musiques et ainsi préservée et ouverte au public.

#### LeXXesiècle

##### Un important village agricole au début du siècle

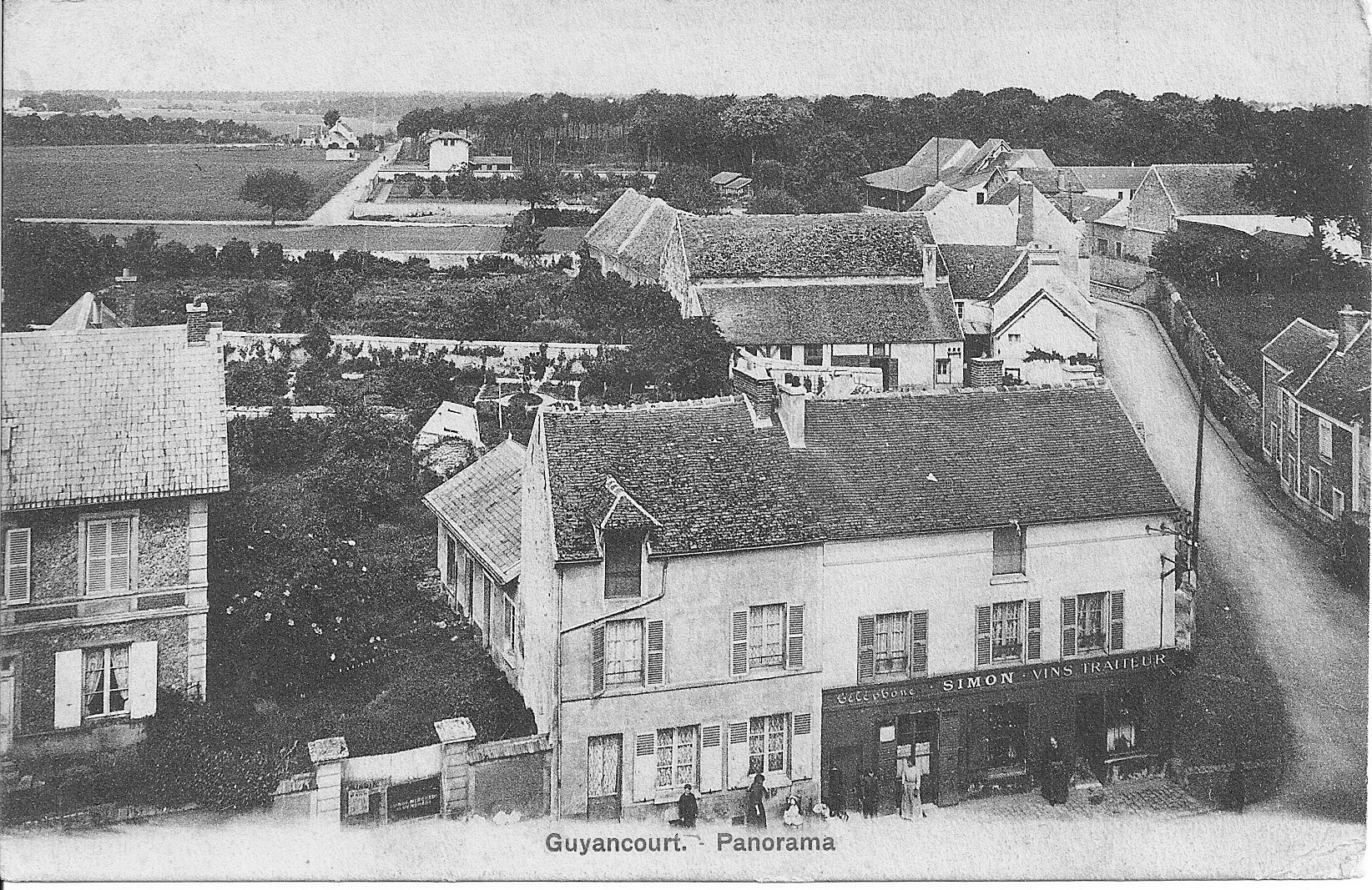
Vue du village depuis le clocher au début du XXe siècle.

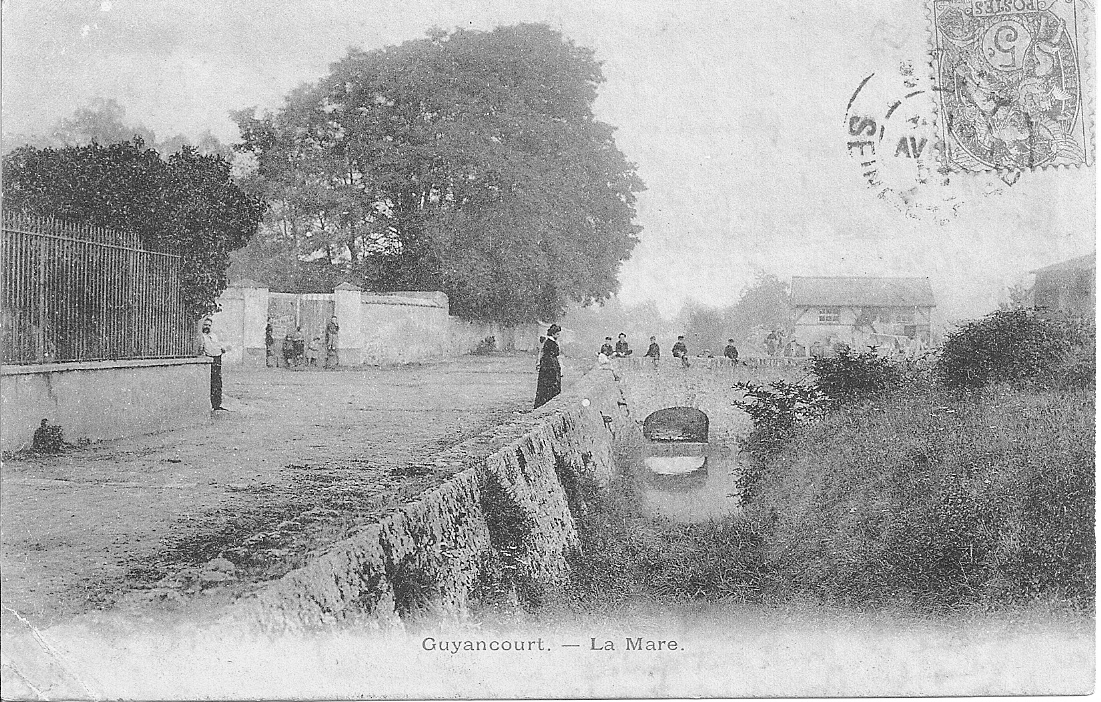
Carrefour entre la rue de la Rigole et l’actuelle rue Croizat.

Au début du XXe siècle, Guyancourt est un gros village où l’on cultive le blé, l’avoine, la betterave, le fourrage et la pomme de terre. Les fermes de Guyancourt dominent les espaces économique et politique de la commune.
Au dénombrement de 1901, la population s’élève à 614 habitants, 182 ménages sont logés dans 141 maisons. Le village à lui seul compte 303 habitants ; le hameau de Bouviers est aussi très important avec 133 habitants. La Minière représente 116 habitants, Troux en a 39. Enfin, les Graviers et le passage à niveau en ont 7 chacun. La majorité des villageois vivent de l’agriculture ; on retrouve les fermes royales avec 7 fermiers importants et 4 fermiers plus modestes.
Ces fermes occupent environ 150 employés (ouvriers agricoles, contremaîtres, charretiers, bergers, charrons, domestiques…).
Il existe aussi des indépendants : 1 maréchal-ferrant, 2 charrons, 1 laitier et son aide.
Une importante entreprise de travaux publics est installée dans la commune, la maison Folain, qui recrute son personnel, de l’ordre de 100 personnes en été, sur l’ensemble de la région pour travailler essentiellement à Versailles. À Guyancourt y travaillent : 1 ingénieur (le gendre du patron), 2 commis, 6 maçons, 3 carriers, 1 tailleur de pierre avec aussi 6 employés de maison.
Quelques artisans indépendants résident aussi à Guyancourt : menuisier, maçon, blanchisseuses, nourrices et gardes d’enfants… Une dizaine d’ouvriers du bâtiment travaillent à l’extérieur de la commune ainsi qu’un dizaine d’artisans (plombier, égoutier, fumiste, typographe, employés…).
L’école est assurée par deux instituteurs et les effectifs approchent les 50 élèves par classe. La majorité des enfants étudient jusqu’à 13 ans pour passer le certificat d'études primaires qui marque la fin de la scolarité obligatoire. Puis les enfants partent comme commis, serveuses, valets de ferme, apprentis, domestiques, ouvriers agricoles… ; très peu poursuivent les études.
Une perceptrice est aussi employée par un fermier.
La voirie est entretenue par six cantonniers, quatre de la commune et deux du département.
Enfin un garde champêtre assure la surveillance du territoire et un curé représente l’église catholique.
Les commerces sont nombreux, avec pas moins de 16 marchands de vin pour 614 habitants.
Cette abondance de commerces de boisson s’explique notamment par la présence de nombreux militaires dans la région.
Ceux du plateau de Satory fréquentaient les commerces de La Minière ; les 200 militaires de La Batterie de Bouviers étaient très proches des hameaux de Bouviers et de Troux et du centre du village. Les distractions étant quasi inexistantes, les commerces de boisson prospéraient.
Quelques autres commerçants assurent la consommation courante : 1 charcutier, 1 boulanger, 2 épiciers (où on trouve tout : charbon, essence, mercerie, conserve…), 1 marchand de poisson, 1 marchand de légumes et 1 chiffonnier. Les autres boutiques et services traditionnels se trouvent à Versailles : vêtements, outillage, chaussures, mode, médecin…

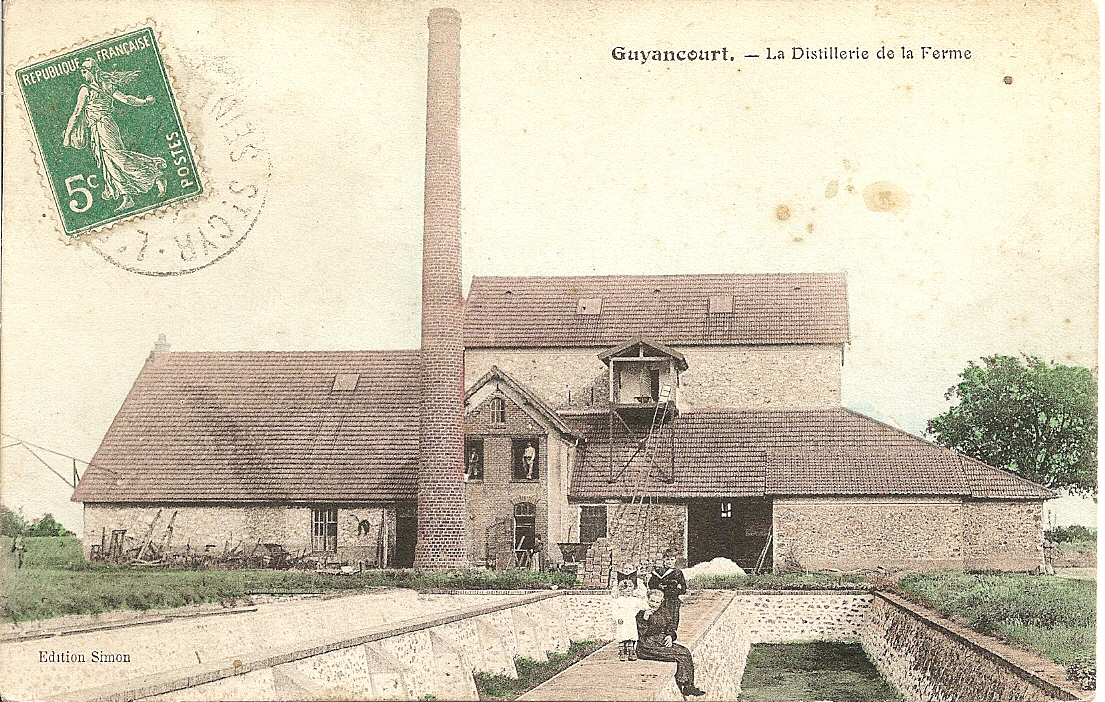
La distillerie de la Ferme de Bel Ebast.

De 1918 à 1920, le fermier Eugéne Henri Pierre Besnard, propriétaire de la ferme de Bellebas fit construire à la sortie du centre village, une cité ouvrière. Ces maisons jumelées, construites en pierre de meulière et briques, étaient destinées aux ouvriers agricoles de la ferme de monsieur Besnard.
Il s’agit là d’une pratique comparable aux industriels du Nord, mais assez exceptionnelle dans le monde rural.
Henri Besnard a été par ailleurs maire de Guyancourt à cette époque. Son fils lui aussi à la tête de la ferme de Bellebas, lui succède quelques années plus tard comme maire (voir la liste des maires dans le paragraphe administration). Ces maisons sont toujours visibles rue des Graviers, une seule ayant été détruite pour réaliser la place Hélder-Câmara.
Sur la carte postale ci-contre, figure la distillerie de la ferme de la famille Besnard. Il s’agit d’une véritable usine, construite en 1891 et qui fonctionnera jusqu’en 1960. Après la récolte des betteraves sur les terres de la ferme, celles-ci sont déchargées dans les cuves, au premier plan de la carte postale. Après avoir été nettoyées et lavées, elles sont découpées. Puis c’est la fermentation du moult dans des cuves ; l’alcool est extrait par distillation. Les résidus servent ensuite à l’alimentation du bétail.

##### L’aérodrome de Guyancourt
L’aviation se développe à Guyancourt avec la construction de l’aérodrome de l’entreprise Caudron en 1930. Le 1er juillet 1933, la société Caudron, en difficulté financière, est rachetée par Louis Renault.
Le 8 août 1934, aux commandes d’un Caudron-Renault, Hélène Boucher enlève d’une part le record de vitesse sur 100 km à 412 km/h et d’autre part le record des 1 000 km à la moyenne de 409 km/h. Le 11 août, elle s’adjugeait le record du monde féminin à 445 km/h,. Mais le 30 novembre 1934, H. Boucher se tue lors d’un vol d’entraînement aux commandes d’un Caudron Rafale.
L’aérodrome est utilisé pour le tournage de nombreux films :
- Anne Marie en 1936 de Raymond Bernard (le fils de Tristan Bernard) sur un scénario de Antoine de Saint-Exupéry avec l’actrice Annabella[46] ;
- The spirit of Saint Louis en 1957 de Billy Wilder avec James Stewart, Murray Hamilton. Le film fut tourné en Californie et près de New York, mais aussi en France, à l’aérodrome de Guyancourt, qui tient lieu du Bourget en 1927[47].

L’aérodrome de Guyancourt sera fermé le 1er octobre 1989 pour des raisons de sécurité. Sur les anciennes pistes sont aujourd’hui construits une partie des quartiers de Villaroy et de l’Europe. Les dénominations des rues (Jacqueline-Auriol, Roland-Garros…) et des équipements publics (gymnase de l’Aviation, école Saint-Exupéry…) sont les derniers vestiges de cette partie de l'Histoire.

##### Les guerres duXXesiècle

###### La Première Guerre mondiale
La guerre de 1914-1918 a coûté la vie à trente-six Guyancourtois.

###### La Seconde Guerre mondiale

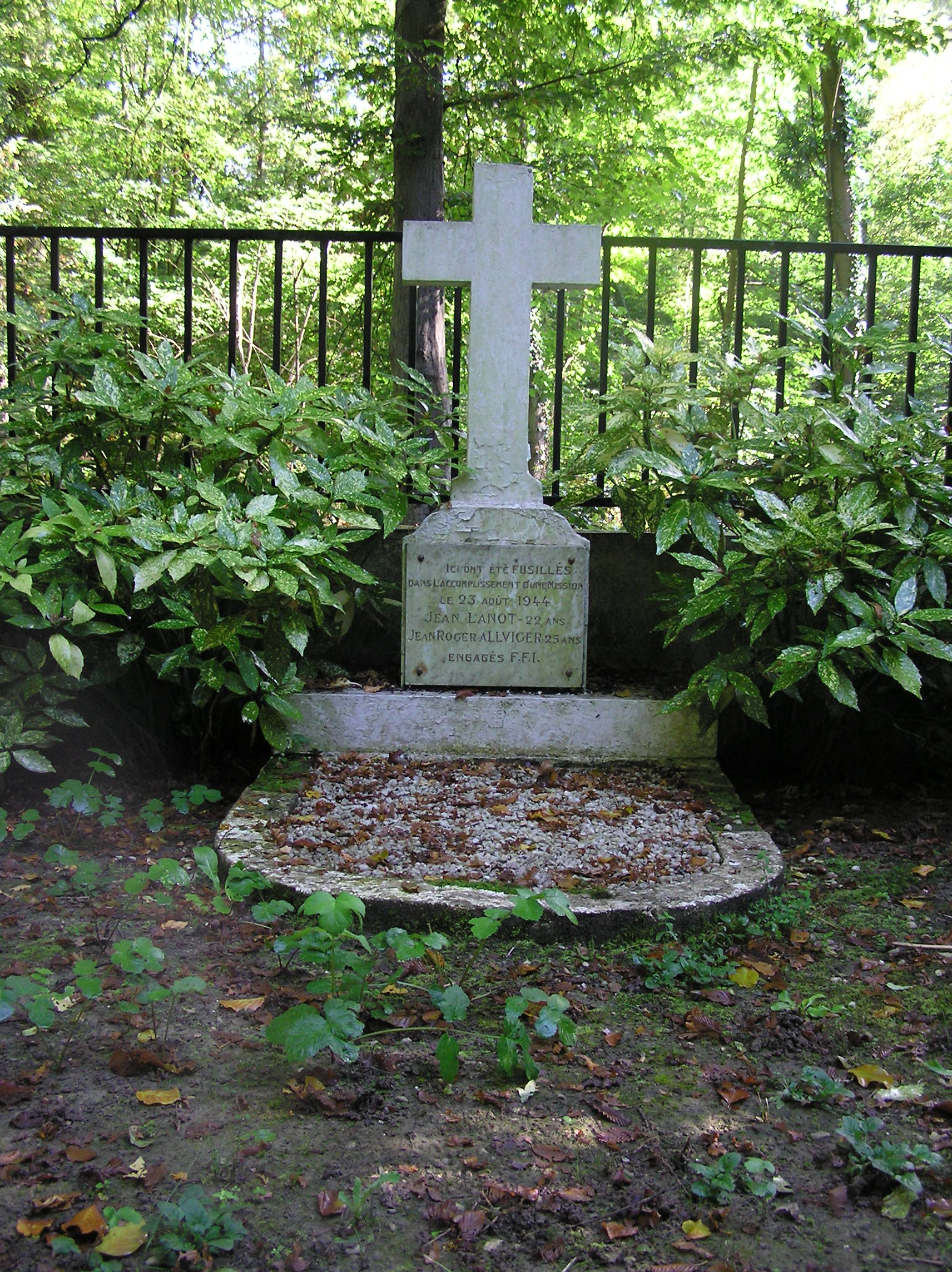
La stèle de Lanot et Allviger.

Dans le Bois Robert, une stèle est érigée en mémoire de Jean Lanot et de Jean Roger Allviger fusillés le 23 août 1944 par les nazis. Ce lieu de mémoire est situé à l’emplacement où furent sommairement exécutés ces deux résistants membres des Forces françaises de l'intérieur. Jean Lanot avait 22 ans et Jean Roger Allviger 25 ans. Une rue de Bouviers portent les noms de ces deux résistants.
Ce même jour c’est la commune mitoyenne de Voisins-le-Bretonneux qui est libérée après de violents combats dans les rues du village. Le sergent-chef Jean Vourc'h et le marsouin Danton Jouglard y perdront la vie. Une plaque commémorative sur le monument aux morts de Voisins rend hommage à ces soldats. Les combats continuent, les Allemands étant retranchés dans l’aérodrome de Guyancourt, ils en seront délogés par la 2e division blindée de Leclerc le 24 août. Paris est enfin libéré le 25 août 1944.

###### La fin du siècle
À partir du début des années 1950, la région parisienne connaît une croissance démographique importante. La mise au point du premier schéma directeur d’aménagement et d’urbanisme (SDAU) a été confiée par le général de Gaulle à Paul Delouvrier, délégué général au district de la région de Paris de 1961 à 1969, qui a été à ce titre considéré comme le père des villes nouvelles.
Il est décidé de créer plusieurs villes nouvelles autour de Paris. À l’ouest de Paris, le choix se porta sur le site de Saint-Quentin, à l’époque très peu urbanisé, hormis la petite ville de Trappes. C’est d’ailleurs l’étang de Saint-Quentin, situé à Trappes qui est à l’origine du nom de la Ville Nouvelle dont Guyancourt fera partie. Par la suite le syndicat d’agglomération de la ville nouvelle de Saint-Quentin-en-Yvelines s’est transformé en communauté d'agglomération le 1er janvier 2004.
En 1950, Guyancourt n’est qu’un petit village. La commune va croître de façon importante à partir de 1970 pour atteindre, en 2007, le chiffre de 28 600 habitants environ en offrant plus de 24 000 emplois.

## Politique et administration

### La circonscription
Guyancourt appartient à la première circonscription des Yvelines. Cette circonscription est composée des quatre cantons suivants : canton de Versailles-Nord : 32 177 habitants, canton de Versailles-Nord-Ouest : 28 585 habitants, canton de Viroflay : 15 211 habitants, canton de Montigny-le-Bretonneux : 60 295 habitants.
Étienne Pinte en a été élu député UMP, lors des élections de juin 2007. Il fut par ailleurs, jusqu'en 2008, le maire de Versailles.

### L’opération d'intérêt national de Massy Palaiseau Saclay Versailles Saint-Quentin-en-Yvelines
L’opération d'intérêt national (OIN) de Massy-Palaiseau Saclay Versailles Saint-Quentin-en-Yvelines est une opération d’intérêt national dont le territoire s’étend sur 49 communes dont Guyancourt, qui vise à mettre en place un projet d’aménagement adossé à un projet scientifique pour le développement équilibré de ce territoire dans les prochaines décennies.

### Le département

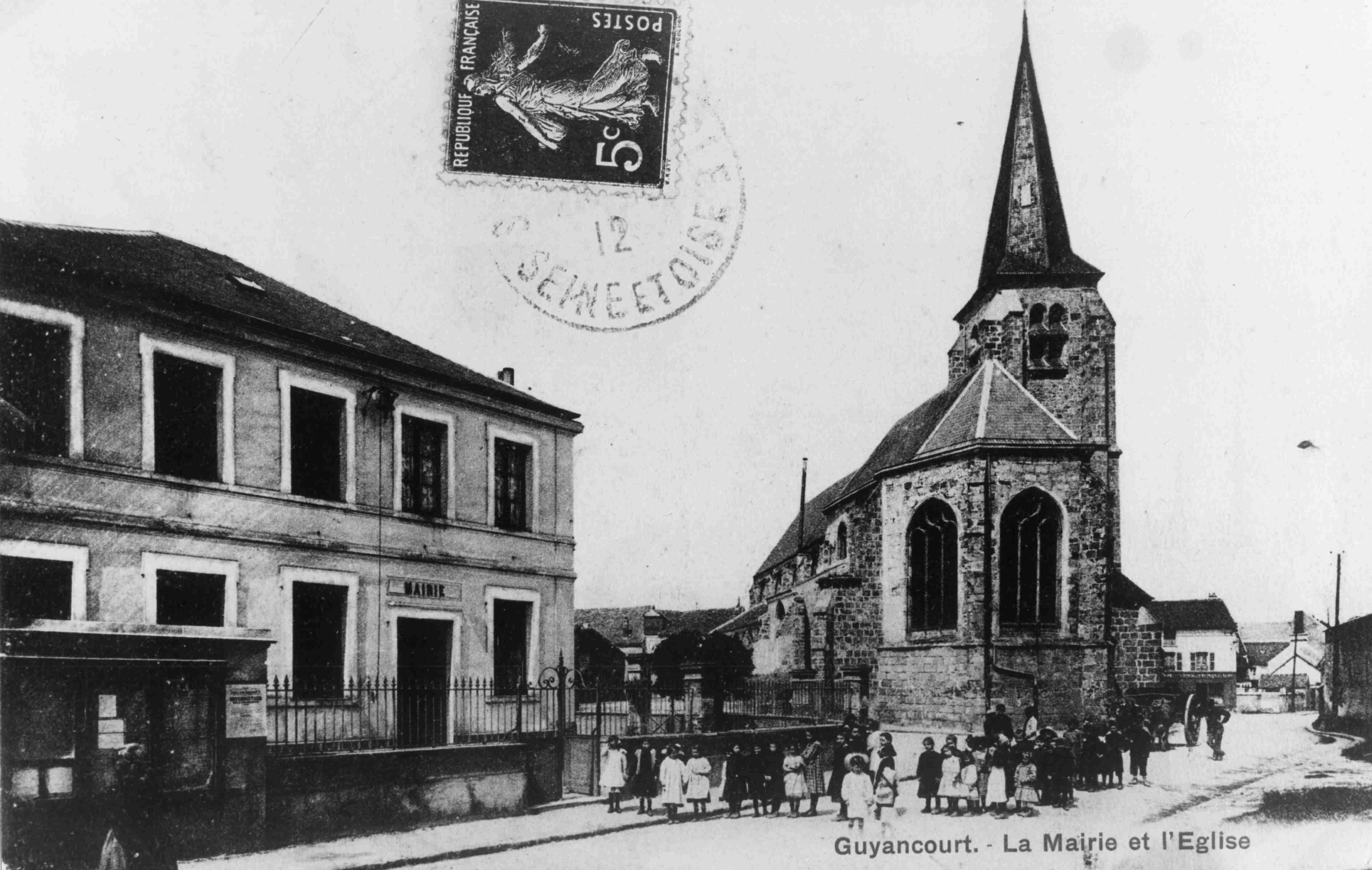
En regardant le cachet de la poste, on y trouve la mention "Seine-et-Oise".

Le département des Yvelines a été créé seulement en 1968 en application de la loi du 10 juillet 1964. Il est issu pour partie de la Seine-et-Oise. Jehan Despert peut être considéré comme le « père » des Yvelines, car c’est lui qui suggéra à Gaston Palewski, alors président du conseil général de Seine-et-Oise, le nom de ce département lors de sa création, en référence à l’antique forêt d’Yvelines, dont la forêt de Rambouillet est la relique et d’où rayonnent la plupart des cours d’eau qui irriguent ce territoire.
Le canton de Montigny-le-Bretonneux regroupe les villes de Montigny-le-Bretonneux et Guyancourt. Avec plus de 60 000 habitants, c’est un des plus importants en France. L’élu de ce canton est François Deligné (PS), élu au premier tour le 9 mars 2008 avec 51,89 % des voix et par ailleurs maire de Guyancourt et vice-président de la communauté d’agglomération de Saint-Quentin-en-Yvelines.

### La communauté d’agglomération
En 1972, création de la ville nouvelle de Saint-Quentin-en-Yvelines en application de l’art. 3 de la loi no 70-610 du 10 juillet 1970 tendant à faciliter la création d’agglomérations nouvelles. Le 17 septembre 2003 le comité syndical de la ville nouvelle de Saint-Quentin-en-Yvelines vote sa transformation en communauté d'agglomération, qui prend effet le 1er janvier 2004.
Guyancourt constitue avec six autres communes (Elancourt, La Verrière, Magny-les-Hameaux, Montigny-le-Bretonneux, Trappes et Voisins-le-Bretonneux) l’agglomération de Saint-Quentin-en-Yvelines, ville d'art et d'histoire. Le comité syndical de la communauté d’agglomération se compose de représentants élus par les conseils municipaux des sept communes.
La communauté d’agglomération gère le développement économique, le schéma directeur des transports, le programme local de l’habitat, la politique de la ville et des équipements d’intérêt communautaire comme le théâtre de Saint-Quentin-en-Yvelines ou le réseau des Médiathèques. Elle gère aussi les grosses infrastructures : voirie, réseaux et espaces verts.
La ville assure la gestion des équipements et l’organisation des services mis en place pour répondre aux besoins des habitants, de l’enseignement à la voirie, en passant par la petite enfance, le sport, la culture, la protection sociale…
Le président de la communauté d'agglomération a été Robert Cadalbert (PS) par ailleurs conseiller municipal de Guyancourt, de 1998 à 2014.

### La commune de Guyancourt
L’hôtel de ville est situé 14, rue Ambroise-Croizat dans le centre-ville. La police municipale accueille le public boulevard Jean-Jaures.

### Administration municipale
Les fermes de Guyancourt dominent les espaces économique, social et politique de la commune dès 1790 et ce jusque vers 1945. On retrouve à la tête du conseil municipal essentiellement les grands fermiers, l’alternative résidant dans les marchands (François et les Fleureau de 1881 à 1891) ou les entrepreneurs (Folain de 1904 à 1919). Ce n’est qu’à partir de 1944 que les élus sont issus des partis de gauche.
Lors des élections municipales du 9 mars 2008, la « liste Guyancourt pour tous » menée par le maire sortant M. François Deligné (PS) obtient 73,14 % des voix soit 31 élus, la liste « Ensemble pour Guyancourt » menée par Mme Joseline Laurent (UMP) obtient 17,05 % soit trois élus et la liste « Guyancourt générations citoyennes » menée par M. Julien Oechsli (MoDem) obtient 9,81 % soit 1 élu.

### Liste des maires

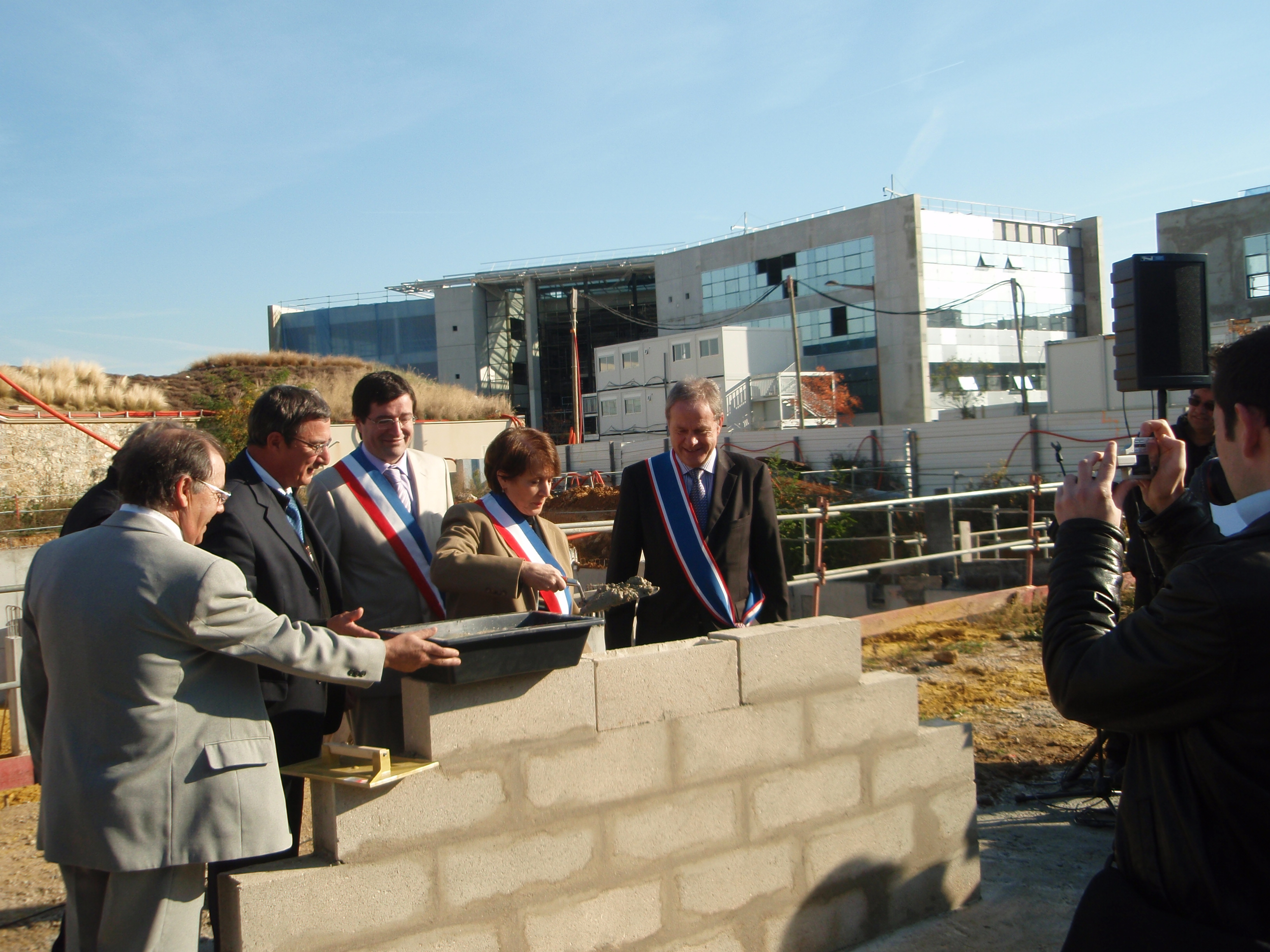
Catherine Tasca entourée du maire François Deligné à sa droite et Robert Cadabert à sa gauche en 2008 pour la première pierre de l'école de musique.

### Environnement
La déchèterie, située rue Jacqueline-Auriol, est ouverte gratuitement aux habitants de Guyancourt, sur présentation d’une pièce d’identité et d’un justificatif de domicile. Les artisans et les commerçants peuvent y déposer leurs déchets professionnels pour une participation de 31,88 €/m3. Par contre, les industriels n’y ont pas accès et doivent utiliser les filières qui leur sont propres.
Dans cette même rue se trouve le siège social d'AntemetA qui a fait construire en 2012 un bâtiment respectueux de l’environnement, répondant aux normes HQE et BBC (Hautes Qualité Environnementales / Bâtiment Basse Consommation).

### Les services de l'État
L'Hôtel des finances de Guyancourt a été ouvert en septembre 2007 au 2, avenue du Centre dans le quartier des chênes. Il regroupe les services qui calculent l'impôt et ceux qui le perçoivent. Le service aux entreprises y est aussi installé. Les 208 employés géreront 10 000 sociétés et 118 000 foyers fiscaux, répartis sur 25 communes réparties autour de Saint-Quentin-en Yvelines et la Vallée de Chevreuse.

### Justice
Guyancourt dispose d'une Maison de justice et du droit, située place Rabelais dans le quartier du Parc.

### Jumelages
Ville jumelée avec :
- Comè (Bénin) depuis 2004
- Linlithgow (Écosse) depuis 1988
- Pegnitz (Allemagne) depuis 1989

Le Comité de Jumelage de Guyancourt a été créé en juin 1984 avec pour valeur « de tendre la main à un autre pays par-dessus les frontières » et pour objectif de réaliser des jumelages conformes aux principes universalistes de la Charte des Cités Unies : Rassembler les peuples est plus important que ce qui les diffère.
En 1988, les liens avec Linlithgow en Écosse s’officialisent par le biais d’une cérémonie officielle de jumelage.
Puis en 1989, c’est au tour de Pegnitz en Allemagne de devenir ville jumelle de Guyancourt.
Enfin, en 2001, le Conseil municipal délibérait en faveur du jumelage avec Comè, une agglomération de quelque 60 000 habitants du Bénin qui en compte désormais plus de 90 000 (en 2019). En 2004, afin de mieux accompagner Comè vers les prémices de la décentralisation et pour mieux soutenir sa croissance locale, ce jumelage évoluait vers une coopération décentralisée.

## Population et société

### Démographie

#### Évolution démographique
L'évolution du nombre d'habitants est connue à travers les recensements de la population effectués dans la commune depuis 1793. Pour les communes de plus de 10 000 habitants les recensements ont lieu chaque année à la suite d'une enquête par sondage auprès d'un échantillon d'adresses représentant 8 % de leurs logements, contrairement aux autres communes qui ont un recensement réel tous les cinq ans,.

En 2022, la commune comptait 29 758 habitants, en évolution de +4,84 % par rapport à 2016 (Yvelines : +2,72 %, France hors Mayotte : +2,11 %).
| 1793 | 1800 | 1806 | 1821 | 1831 | 1836 | 1841 | 1846 | 1851 |
| ---- | ---- | ---- | ---- | ---- | ---- | ---- | ---- | ---- |
| 548  | 561  | 594  | 610  | 628  | 585  | 683  | 699  | 645  |

| 1856 | 1861 | 1866 | 1872 | 1876 | 1881 | 1886 | 1891 | 1896 |
| ---- | ---- | ---- | ---- | ---- | ---- | ---- | ---- | ---- |
| 577  | 624  | 630  | 636  | 665  | 698  | 652  | 708  | 710  |

| 1901 | 1906 | 1911 | 1921 | 1926 | 1931 | 1936 | 1946 | 1954  |
| ---- | ---- | ---- | ---- | ---- | ---- | ---- | ---- | ----- |
| 614  | 644  | 636  | 684  | 848  | 852  | 824  | 856  | 1 010 |

| 1962  | 1968  | 1975  | 1982   | 1990   | 1999   | 2006   | 2011   | 2016   |
| ----- | ----- | ----- | ------ | ------ | ------ | ------ | ------ | ------ |
| 1 244 | 1 493 | 3 450 | 10 983 | 18 307 | 25 079 | 28 219 | 28 245 | 28 385 |

| 2021   | 2022   | - | - | - | - | - | - | - |
| ------ | ------ | - | - | - | - | - | - | - |
| 29 406 | 29 758 | - | - | - | - | - | - | - |

#### Pyramide des âges
En 2018, le taux de personnes d'un âge inférieur à 30 ans s'élève à 42,7 %, soit au-dessus de la moyenne départementale (38 %). À l'inverse, le taux de personnes d'âge supérieur à 60 ans est de 13,5 % la même année, alors qu'il est de 21,7 % au niveau départemental.
En 2018, la commune comptait 14 589 hommes pour 14 743 femmes, soit un taux de 50,26 % de femmes, légèrement inférieur au taux départemental (51,32 %).
Les pyramides des âges de la commune et du département s'établissent comme suit.
| Hommes | Classe d’âge | Femmes |
| ------ | ------------ | ------ |
| 0,2    | 90 ou +      | 0,6    |
| 2,1    | 75-89 ans    | 3,0    |
| 10,0   | 60-74 ans    | 11,1   |
| 21,1   | 45-59 ans    | 20,8   |
| 22,7   | 30-44 ans    | 23,1   |
| 20,3   | 15-29 ans    | 19,4   |
| 23,6   | 0-14 ans     | 22,0   |

| Hommes | Classe d’âge | Femmes |
| ------ | ------------ | ------ |
| 0,6    | 90 ou +      | 1,4    |
| 6      | 75-89 ans    | 7,8    |
| 13,5   | 60-74 ans    | 14,8   |
| 20,7   | 45-59 ans    | 20,1   |
| 19,6   | 30-44 ans    | 19,9   |
| 18,5   | 15-29 ans    | 16,8   |
| 21,2   | 0-14 ans     | 19,2   |

### Ménages et logement
Le nombre des ménages est de 10 303 en 2005 contre 8 373 en 1999 soit une augmentation de 23,1 %. La commune compte 1 881 logements de plus qu’en 1999 ce qui représente une augmentation de 21,6 % avec 10 591 logements en 2006 contre 8 710 logements en 1999. La comparaison entre les nombres de logements et de ménages explicite les difficultés de trouver un logement dans la ville. Par ailleurs, le phénomène de décohabitation des familles, dû notamment aux divorces et au vieillissement de la population, explique la diminution du nombre de personnes par ménage : 2,7 en 2005 et 2,9 en 1999.

### Enseignement
Crèches, écoles maternelles, écoles élémentaires, activités périscolaires, collèges, lycées et université offrent aux enfants un parcours éducatif complet.
En 2006, la ville de Guyancourt a obtenu le label Ville amie des enfants. Organisée par l’Association des Maires de France et l’UNICEF France en 2002, l’initiative réunie à ce jour plus de 150 villes françaises.

#### Petite enfance
Les crèches accueillent les enfants âgés de 10 semaines à 3 ans. Les amplitudes horaires d'ouverture sont de 7 h 30 à 18 h 30 avec un nombre de 463 berceaux. En 2006, 806 enfants étaient accueillis sur l'ensemble des structures de Guyancourt. Il existe 3 moyens d’accueil pour les crèches:
- Les crèches familiales : les enfants sont accueillis au domicile des assistantes maternelles. Des puéricultrices assurent l’encadrement des enfants et des assistantes maternelles. Des éducatrice de jeunes enfants assurent l’animation des jardins d’éveil ;
- Les crèches collectives : cinq crèches assurent l’accueil des enfants. Ceux-ci sont encadrés et suivi par un personnel qualifié : puéricultrices, éducatrices de jeunes enfants, auxiliaires, médecin… ;
- Multi-accueil : les enfants non scolarisés peuvent être confiés pendant la journée à un centre multi accueil organisé à l’image des crèches collectives[74].

#### Enfance
La commune relève de l'académie de Versailles. Les écoles sont gérées par l’inspection générale de l'inspection départementale de l’Éducation nationale de Versailles.

##### Écoles maternelle et élémentaire
Il existe 15 écoles maternelles 13 écoles élémentaires réparties dans l’ensemble des quartiers d’habitation.
En accompagnement de celles-ci, la ville organise en dehors du temps scolaire différentes activités :
- Les garderies du matin sont organisées tous les matins de 7 h 45 à 8 h 30 pour les enfants dont les parents travaillent ;
- Les études aménagées fonctionnent dans les écoles élémentaires les lundi, mardi, jeudi et vendredi de 16 h à 18 h 30 ;
- Les classes de découvertes sont organisées chaque année pour les enfants de CM2 ;
- La restauration scolaire dont les menus sont suivis par une commission regroupant les parents d’élèves, les élus et une diététicienne ;
- Les neuf centres de loisirs et cinq antennes accueillent les enfants scolarisés en soirées de 16 h 30 à 18 h 30, les mercredi et vacances scolaires de 7 h 45 à 18 h 30[75].

#### Les accompagnements jeunesse extra-éducatifs
- La BIJ

La Boutique Info Jeunes est située 2 quater rue du Moulin dans le centre-ville de Guyancourt. La boutique se consacre uniquement à l’accueil, à l’écoute et à l’information des jeunes. La BIJ travaille en partenariat avec le Centre Départemental Information Jeunesse des Yvelines.
- Points jeunes

Cinq 'points jeunes' répartis dans les quartiers proposent des activités libres, des ateliers… Les animateurs sont présents pour aider, orienter et encadrer les jeunes dans des projets variés.
- Mission locale

La mission locale a pour objectif d'aider à l'insertion sociale et professionnelle des 16 - 26 ans. Elle est située au 3 rue des Droits-de-l'Homme dans le quartier du Parc.

#### Enseignement secondaire
Collèges :
- Collège Ariane : 1, place des Frères-Voisin ;
- Collège des Saules : mail des Saules ;
- Collège Paul-Éluard : 2, rue des graviers.

Depuis l'année scolaire 2011-2012, le collège Paul-Éluard dispose d'un journal semestriel, PaulNews, fait par les élèves.
Lycées :
- Lycée de Villaroy : 2, rue Eugène-Viollet-le-Duc. Selon le palmarès 2007 de L’Express, le lycée d’enseignement général de Villaroy, est classé au niveau national au 380e rang sur 1 865 pour ses résultats au baccalauréat[80].
- Lycée d’hôtellerie et de tourisme : 1, place François-Rabelais.

#### Enseignement supérieur et recherche

##### Enseignement supérieur
- Guyancourt accueille une partie de l’université de Versailles Saint-Quentin-en-Yvelines. L'université de Versailles-Saint-Quentin-en-Yvelines (UVSQ) a ses services centraux avenue de Paris à Versailles. Cette université, créée en 1991, compte environ 19 000 étudiants (année scolaire 2013-2014) et propose une formation pluridisciplinaire (sciences exactes, sciences sociales, sciences humaines, sciences juridiques et politiques, ingénierie et technologie, médecine. Université de proximité ancrée dans le territoire des Yvelines dont elle contribue au dynamisme, elle est implantée, outre Versailles et Saint-Quentin-en-Yvelines, dans six autres sites des Yvelines (Le Chesnay, Vélizy, Rambouillet, Mantes-la-Jolie, Mantes-la-Ville) et des Hauts-de-Seine (Garches). Elle est membre fondateur de l'université Paris-Saclay avec qui elle fusionnera en 2025[81].
- Le centre de formation d'apprentis d’Alembert a été créé en 2006 par l’UVSQ et la Chambre de commerce et d'industrie de Versailles-Val-d'Oise-Yvelines (CCIV). Il est situé boulevard d’Alembert[82].
- L’Institut de Formation des Chambres d’Agriculture (IFCA) offre ses services de formations permanentes au 1 rue Robert-Arnaud-d’Andilly dans le quartier de Villaroy[83].

##### Recherche
- Les laboratoires de recherche de l’INRA (Institut national de la recherche agronomique)
- Sur le terrain d’une des anciennes ferme de Troux dans le quartier des Garennes est installé l’Institut Pierre-Simon-Laplace[84] institut de recherche en sciences de l'environnement global. L’institut est placé sous l’autorité du climatologue Jean Jouzel[85], lauréat du prix Nobel 2007 et par ailleurs vice-président du GIEC. L’architecte Michel Rémon réutilise une partie des bâtiments de l’ancienne ferme dont la maison de maître et réalise un bâtiment neuf sur trois niveaux abritant les laboratoires et chercheurs. Ce site accueillera la direction centrale de l’institut et deux laboratoires. Le coût global du projet est de 29 millions d’euros, pris en charge à 77 % par la région Île-de-France[86], pour un équipement d’une surface utile de 8 950 m2, les travaux ont commencé en septembre 2007. Ainsi en mars 2009, 250 à 300 chercheurs et ingénieurs étudieront les sciences de l’univers à quelques centaines de mètres de l’université[87].
- Le Centre de recherche sociologique sur le droit et les institutions pénales (plus connu sous le nom de CESDIP) est à la fois une unité du CNRS (UMR 8143), un centre de recherche du ministère de la Justice et un laboratoire de l’université de Versailles-Saint-Quentin-en-Yvelines. Situé à Guyancourt, il est dirigé depuis 2004 par Laurent Mucchielli.
- Le Laboratoire Professions, Institutions, Temporalités, centre de recherche en sociologie, créé en 1995.

### Santé
La ville de Guyancourt possède depuis peu une clinique de soins et de rééducation, au sein du quartier du Pont du Routoir.

### Sports
Le sport en chiffres : 7 000 licenciés fréquentent les terrains de sports, les gymnases, les terrains de tennis, de pétanque, de football, de tir à l’arc… de la ville grâce aux 36 associations sportives qui proposent une quarantaine d’activités.
Les gymnases stades et piscines sont utilisés 140 400 heures par an. Les cinq stades bénéficient d’une occupation de 1 200 heures par an.
Une centaine de sportifs en herbe sont assidus à l’école municipale des sports.
La piscine Andrée-Pierre-Vienot accueille annuellement 134 500 visiteurs. Elle est ouverte 340 jours par an.

#### Manifestations sportives
- Open de France de Golf : L’Open de France est le plus ancien et le plus important tournoi de golf d’Europe continentale. C’est en 1906, au golf de Paris - devenu depuis La Boulie - que se déroule le premier Championnat International de France Open. Il est remporté par Arnaud Massy. L’Open de France est une épreuve officielle de PGA Tour Européen. Il se dispute désormais chaque année vers la fin du mois de juin sur le parcours de l’Albatros du golf national à Guyancourt. En 2006, pour le centenaire du tournoi, la dotation de l’épreuve était de 4 millions d’euros, c’est John Bickerton qui remporta l’épreuve, devant Padraig Harrington et Michael Campbell. L’Open de France 2007 s’est déroulé du 28 juin au 1er juillet et c’est Graeme Storm, le vainqueur. L'édition 2018 de la Ryder Cup s'y est déroulée du 28 au 30 septembre, et voit d'équipe européenne triompher[88].
- Paris-Brest-Paris : Guyancourt a accueilli en 2007, du 20 au 24 août, et pour la cinquième fois, le départ et l’arrivée du Paris-Brest-Paris, la plus importante randonnée cyclotouriste du Monde avec 5 312 participants de 36 pays.

### Médias
- Immeuble Edison : Bâtiment se trouvant sur le Boulevard Sébastien Vaubant qui abrite les studios de TVFil 78 et Radio Sensations 98.4, médias de Saint-Quentin en Yvelines.
- Guyancourt Magazine[89] : Magazine mensuel d'information municipale.
- SQY Mag[90] : Magazine mensuel d'information intercommunale de Saint-Quentin-en-Yvelines
- Toutes les nouvelles, édition de Versailles-SQY : Journal d'actualité locale dont la rédaction siège sur l'Avenue de Sceaux à Versailles.

### Cultes
- Église catholique. Les fidèles de la paroisse sont accueillis par Didier Grain et Fabrice du Haÿs à l’église Saint-Victor dans le centre-ville[91]. Le cap Saint-Jacques situé route de Troux dans le quartier des Garennes est un centre d’accueil et de prières du diocèse de Versailles ;
- Église réformée de France située au 3 allée Simard à Montigny-le-Bretonneux ;
- Synagogue située 10, rue Albert-Joly à Versailles ;
- Musulman, un lieu de prière est situé au 46 rue du Moulin-Renard depuis octobre 2014, avec l'association Union des Musulmans de Guyancourt (UMG)[92]. Auparavant une salle située rue Guy-Barillio dans le local associatif Pierre Mendes-France, a été fermée par la municipalité en 2015[93], après qu'une minorité salafiste se soit faite élire à la tête de l'association responsable de cette salle[94]. Le projet d'une nouvelle mosquée, présentée aux riverains en 2022 et d'une capacité de 1 500 personnes fait débat. Nombre de riverains y sont opposés, sur ce site, au regard des problèmes de circulation et de stationnement compte tenu du nombre de fidèles envisagés[95].

### Cimetières
La ville de Guyancourt compte deux cimetières : le cimetière "ancien" du centre-ville situé entre les rue de la Rigolle et rue Jean-Maillier et le cimetière paysager situé rue du Moulin-à-Renard dans le quartier du Pont du Routoir. Il existe dans le cimetière du moulin à Renard un carré pour les défunts de religion musulmane et un jardin du souvenir avec colombarium pour les défunts qui ont choisi la crématisation.
Initialement, le cimetière était situé autour de l’église Saint-Victor jusqu’au milieu du XIXe siècle. C’est un décret du 14 juin 1854, signé par Napoléon III, qui autorisa la commune à déplacer le cimetière rue de la Rigole. Courant 2012, des fouilles archéologiques seront entreprises à proximité de l'église.

## Économie

### Revenus de la population et fiscalité
En 2010, le revenu fiscal médian par ménage était de 37 664 €, ce qui plaçait Guyancourt au 4 024e rang parmi les 31 525 communes de plus de 39 ménages en métropole.
Ce chiffre est légèrement inférieur à la moyenne départementale (40 560 €).

### Activités et emploi
Guyancourt présente un tissu économique de 916 établissements avec plus de 26 700 emplois. La ville affiche un taux de chômage relativement bas de 6,3 % au 1er mars 2006, très inférieur au taux national de 9,5 %. Il a néanmoins gagné 2 points de pourcentage en l'espace de 12 ans puisqu'il s'établit à 8,3% en 2018.

### Les principales entreprises
Guyancourt accueille non seulement de nombreuses PME-PMI et commerces, mais aussi plusieurs grandes entreprises au rayonnement international et national. Les entreprises employant plus de 500 personnes dans leur site de Guyancourt sont les suivantes :
| Nom                                         | Activité                     | Effectif Guyancourt    | Siège social         | Effectif mondial | Chiffre d’affaires  | Contact Web                                   |
| ------------------------------------------- | ---------------------------- | ---------------------- | -------------------- | ---------------- | ------------------- | --------------------------------------------- |
| Renault sur le site du Technocentre Renault | Automobile                   | 12 000                 | Boulogne-Billancourt | 127 000          | 41,5 milliards €    | Le site officiel de Renault                   |
| Bouygues sur le site de Challenger          | Construction                 | 3 300                  | Paris                | 123 000          | 26,5 milliards €    | Le site officiel de Bouygues                  |
| Crédit agricole                             | Banque, assurance            | 2 800 et 4 800 en 2014 | Paris                | 160 000          | 110,8 milliards €   | Le site officiel de Crédit agricole SA        |
| Thales optronique                           | TIC                          | 1 000                  | Neuilly-sur-Seine    | 55 000           | 10,3 milliards €    | Le site officiel de Thales                    |
| Médéric                                     | Protection sociale, Mutuelle | 1 000                  | /                    | 6 300            | /                   | Le site officiel de Malakoff Médéric          |
| Egis                                        | Ingénierie                   | 895                    | Guyancourt           | 11 000           | 627 millions €      | Le site officiel de Egis                      |
| Euriware                                    | TIC                          | 850                    | Paris                | 2 100            | 254 millions €      | Le site officiel de Euriware                  |
| Calyon                                      | Banque                       | 645                    | Paris                | 13 000           | /                   | /                                             |
| Mc Donald's France                          | Restauration                 | 500-999                | Guyancourt           | 770 000          | 27,44 milliards $US | Les quatre filiales françaises de Mc Donald's |
| France Télécom                              | TIC                          | 500                    | Paris                | 191 000          | 51 milliards €      | Le site officiel de France télécom            |
| Nortel                                      | TIC                          | 500                    | Toronto              | 33 760           | 11,4 milliards $US  | Le site officiel de Nortel France             |

- Le siège de Sodexo France s’est implanté à Guyancourt en mai 2009, rue de la Redoute à proximité de la batterie de Bouviers. Ce nouveau siège social de 18,000 m2 est une œuvre de l’architecte Jean-Paul Viguier. Sodexo France emploie plus de 30 000 salariés sur 3 000 sites et réalise un chiffre d’affaires de 2 milliards d'euros. Le groupe Sodexo emploie 330 000 collaborateurs dans 28 000 sites répartis dans 80 pays et réalise un chiffre d’affaires de 13 milliards d’euros[101].

## Culture locale et patrimoine

### Lieux et monuments
Guyancourt constitue avec six autres communes (Elancourt, La Verrière, Magny-les-Hameaux, Montigny-le-Bretonneux, Trappes et Voisins-le-Bretonneux) l’agglomération de Saint-Quentin-en-Yvelines qui a reçu le label ville d'art et d'histoire attribué par le ministère de la Culture.

#### Patrimoine ancien
- L’église Saint-Victor est inscrite à l’inventaire supplémentaire des monuments historiques depuis le 11 janvier 1951. La cloche de 1557, refondue en 1900, est classée depuis le 27 avril 1944. L’édifice est de style gothique, les murs sont en pierre de meulière. Par contre les structures et les éléments de décoration sont en calcaire. La construction date du XIIe siècle pour la base du clocher. Par ailleurs lors des travaux de réhabilitation réalisés par la commune en 1998, trois sarcophages du VIe ou VIIe siècles attestant d’un ancien cimetière sont mis au jour.  ;
- La batterie de Bouviers, ancienne batterie militaire construite en 1879, a été transformée en 2006 en Café Musiques et ainsi préservée et ouverte au public. La conception de cette réhabilitation est l’œuvre des architectes Ivan Franic et Michel Garcin. ;
- Sept grandes fermes existaient sur le territoire de Guyancourt. Tout ou partie des bâtiments de celles-ci sont conservés et reconvertis en : logements (Châteauneuf), centre culturel (Bel Ebat), espace cultuel (Cap Saint Jacques à Trou), locaux d’enseignement et de recherche (deuxième ferme de Trou), bureaux (La Minière) ou restent simplement une exploitation agricole (Villaroy et Bouviers).  ;
- La cité ouvrière construite au début des années 1920 pour le compte du fermier Paul Besnard. Cette cité permit à Paul Besnard de loger et ainsi de stabiliser le personnel de sa distillerie et de ses fermes. .

### Art urbain
L'art urbain s'est largement développé depuis le début des années 1980 avec la réalisation de nombreuses œuvres dans les rues, jardins et équipements de la ville.

### Personnalités liées à la commune

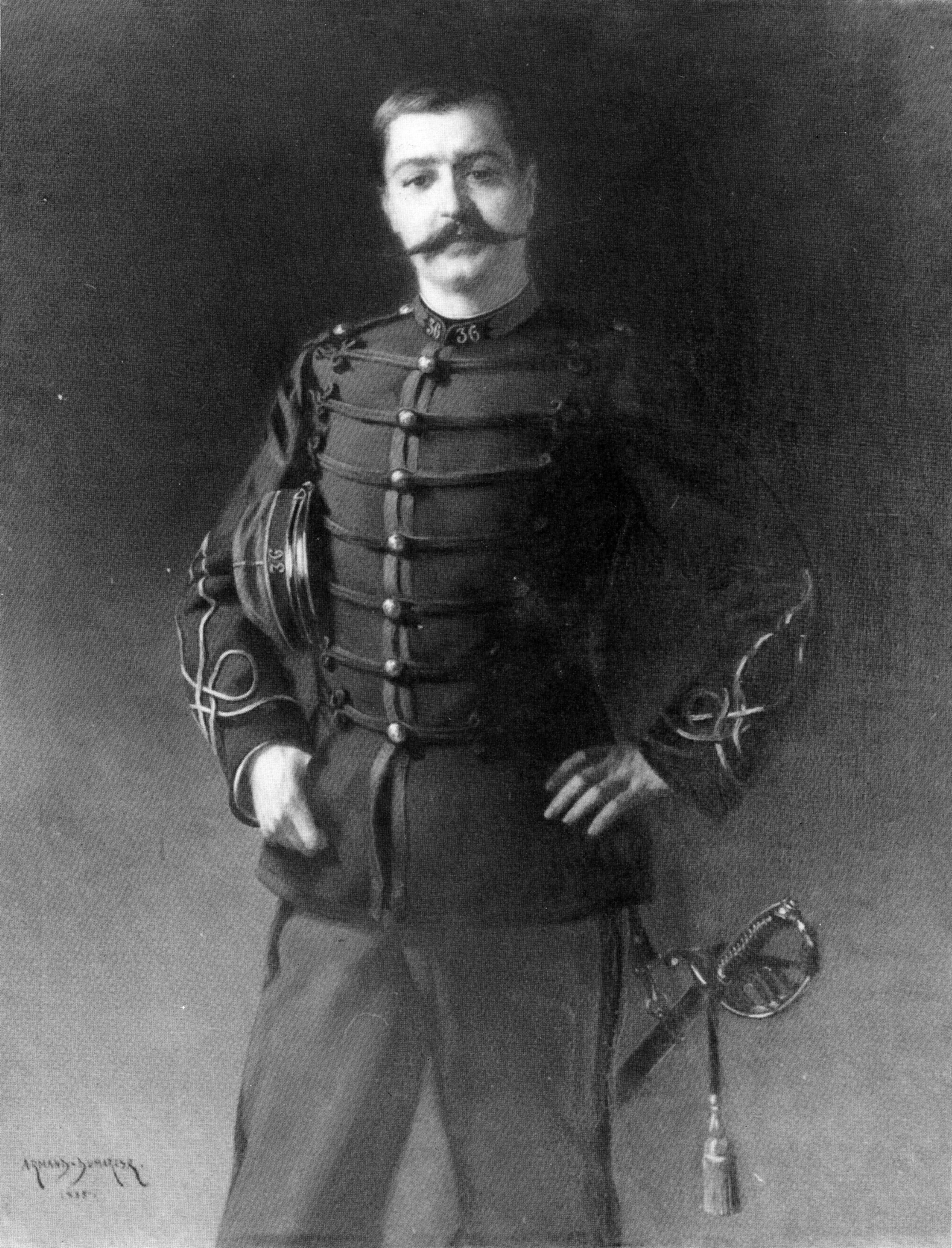
Roland Bonaparte et sa famille résident à Bouviers vers 1880

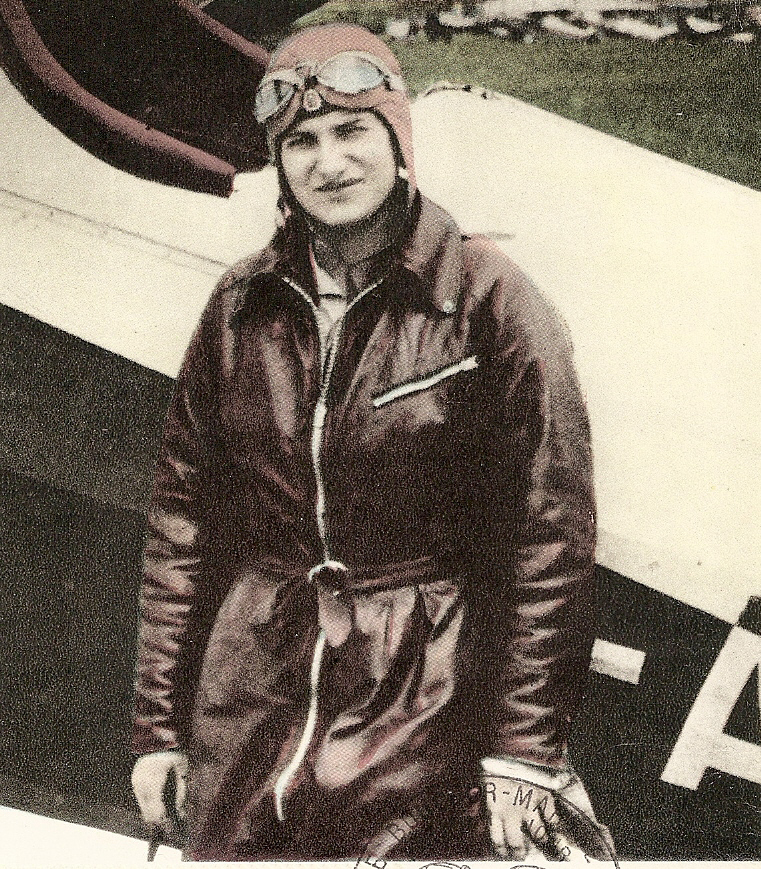
Hélène Boucher vers 1933.

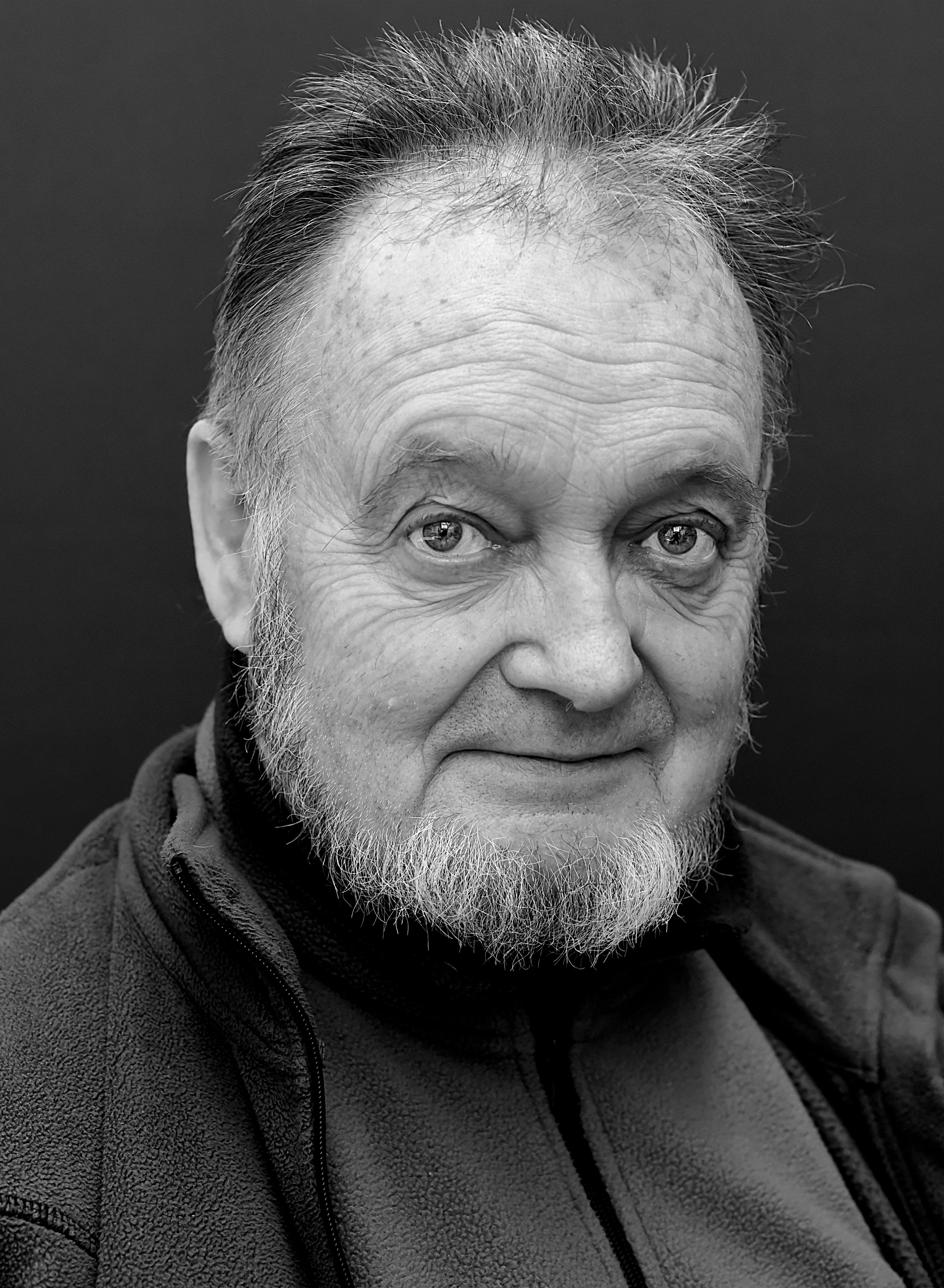
Roland Nadaus par Yvon Kervinio in "Au fond de nos yeux".

- Mathilde de Guyencourt : l'historien Jean Lebeuf (1687-1760), signale dans son Histoire du diocèse de Paris de 1757, une Guyancourtoise célèbre en la personne de Mathilde de Guyencourt qui en 1262 était la seconde abbesse de l'abbaye royale de Longchamp[34].
- Paul-Marie Leroy, ingénieur de la Marine, né vers 1733 à Guyancourt, décédé en 1795 ;
- Christophe-Philippe Oberkampf (1738-1815), industriel. Le 26 fructidor de l’an III, Oberkampf s’est porté acquéreur de l’ancienne ferme royale de Bouviers, son objectif étant de contrôler la qualité des eaux de la Bièvre dont la source se trouvait sur les terres de cette ferme ;
- Le prince Roland Bonaparte, bien sorti de l’École spéciale militaire de Saint-Cyr dans la promotion de Novi-Bazar (1877-1879)[102], il sert comme sous-lieutenant dans l’infanterie. Le Prince résida à Guyancourt vers 1880 en tant que sous-lieutenant, au 36e régiment d’infanterie, de la batterie de Bouviers[103]. Mais doit renoncer à la carrière militaire après la loi du 4 juin 1886 interdisant aux membres d’une famille ayant régné sur la France de servir dans l’armée. Mécène, il exerça d'importantes responsabilités au début de l'aviation, au niveau national comme au niveau international ;
- Pierre Curie (15 mai 1859 à Paris - 19 avril 1906 à Paris) a écrit à propos de ses promenades aux étangs de La Minière : « Oui, je me souviendrai toujours avec reconnaissance des bois de la Minière ! C’est de tous les coins que j’ai vus, celui que j’ai le plus aimé et où j’ai été le plus heureux. Je partais souvent le soir, et je remontais la vallée, je revenais avec vingt idées en tête… »[104].
- René Aubert (La Loupe, 1894 ; Versailles, 1977), cet artiste a réalisé une peinture à l’huile intitulée L’église de Guyancourt. Cette toile est conservée au musée Lambinet de Versailles[105] ;
- Les frères Caudron installèrent leur société notamment sur l’aérodrome de Guyancourt. Le 1er juillet 1933 l’entreprise Caudron s’associera avec le groupe Renault pour former l’entreprise "Renault-Caudron" ;
- Hélène Boucher (Paris, 23 mai 1908 - Guyancourt, 30 novembre 1934) est une aviatrice française. Elle battit de nombreux records de vitesse en avion entre juillet et novembre 1934. Le 11 novembre 1934 elle atteint le record du monde sur 1 000 km avec 444 km/h. Quelques jours plus tard, elle meurt, dans un accident sur l’avion Caudron Rafale, lors d’un vol d’entraînement dans la forêt de la vallée de la Mérantaise près de Guyancourt ;
- Jean Lanot et Jean-Roger Allviger, deux jeunes résistants, fusillés par les nazis au Bois-Robert, la veille de la libération de Guyancourt le 24 août 1944 ;
- André Dunoyer de Segonzac (1884 - 1974) est un peintre et illustrateur français. Il a peint plusieurs tableaux des paysages guyancourtois. Un de ses tableaux représentant le village et l’église Saint-Victor est exposé dans la salle du conseil de l’hôtel de ville ;
- Roland Nadaus, né en 1945, est poète et écrivain. Il a aussi assumé plusieurs mandats de maire de Guyancourt, de conseiller général, et de président de la communauté urbaine ;
- Armelle Le Bras-Chopard, née en 1950, est une politologue, spécialiste des inégalités entre les femmes et les hommes en politique.
- Alain Prost, pilote automobile et quadruple champion du monde de Formule 1 né à Lorette en 1955. De 1998 à 2002, l'écurie  Prost Grand Prix, fondée sur les bases de l'équipe Ligier de F1, occupait le 7 Avenue Eugène Freyssinet. À la suite de la mise en liquidation judiciaire de Prost Grand Prix le 15 Janvier 2002, les locaux ont été repris et réhabilités par la RTE (entreprise), qui les utilise toujours aujourd'hui.
- Arnaud Tsamere, humoriste français né le 11 mars 1975 à Bordeaux. Alors qu'il débutait en amateurs dans troupe de théâtre d'improvisation Déclic'Théâtre de Trappes[106], il a habité plusieurs villes de Saint-Quentin en Yvelines dont Guyancourt[107].

### Héraldique
| Armes de Guyancourt | Les armes de Guyancourt se blasonnent ainsi : Écartelé, au premier d’azur à une fleur de lis d’or, au second de gueules à six annelets d’or, au troisième d’argent à un castor contourné au naturel, au quatrième d’or à trois cerises de gueules tigées et feuillées de sinople La fleur de Lys rappelle que la paroisse a fait partie du domaine royal. Les anneaux font référence aux seigneurs de Guyancourt qui en ont fait leurs armes. Le castor (beber en Celte, bièvre en vieux Français) est lié à une légende qui veut que l'animal donna son nom à la Bièvre. Enfin les cerises font référence à la chanson de Jean Baptiste Clément, qui composa la chanson Le Temps des cerises en mémoire de la Commune de Paris, certains communards ayant été fusillés par les Versaillais dans les bois de Satory. |